# Математика та мистецтво

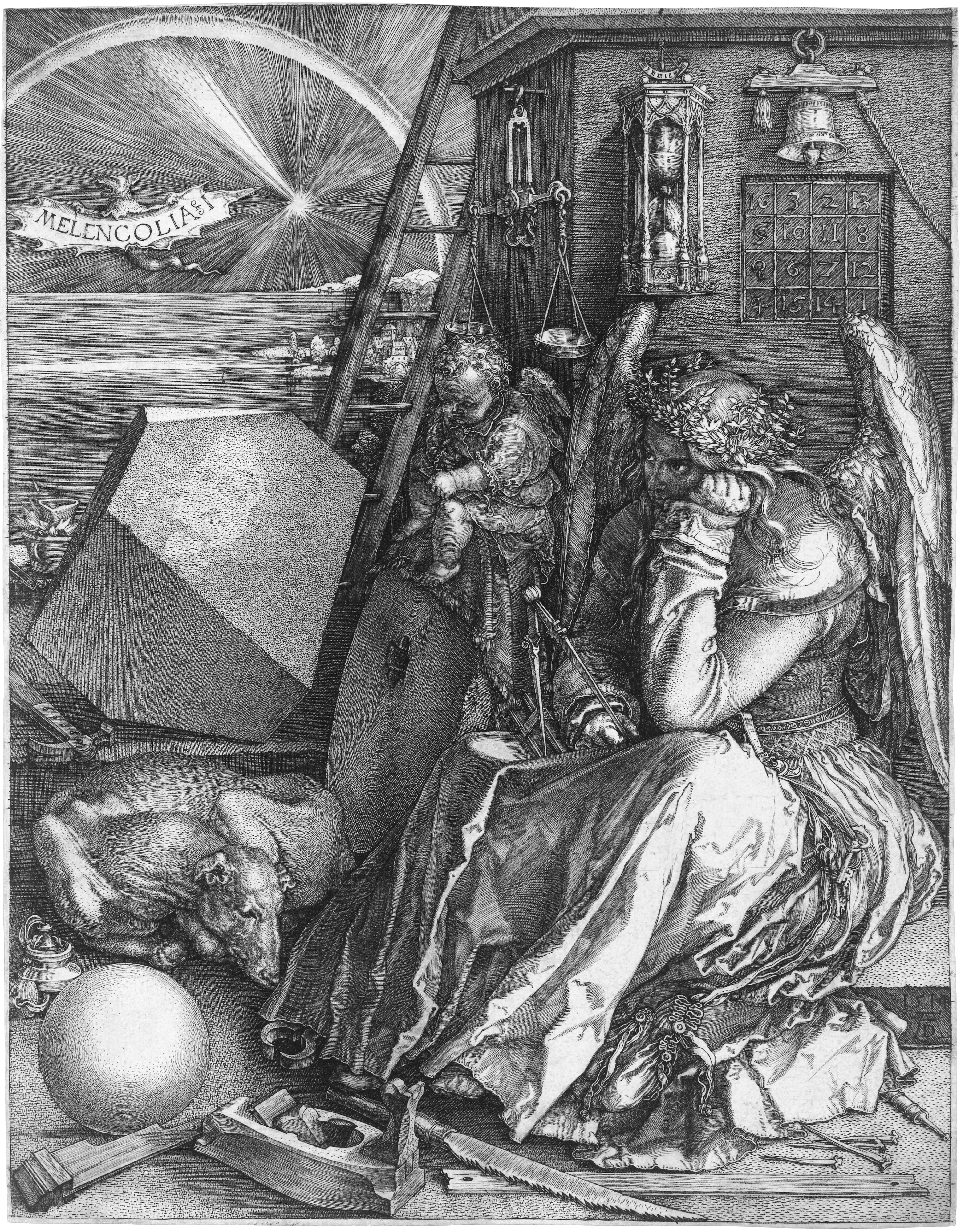
Математика у мистецтві: мідна гравюра Дюрера «Меланхолія І», 1514. Математичні відсилання включають компас для геометрії, магічний квадрат та зрізаний ромбоедр, а вимірювання позначено вагами та пісочним годинником.

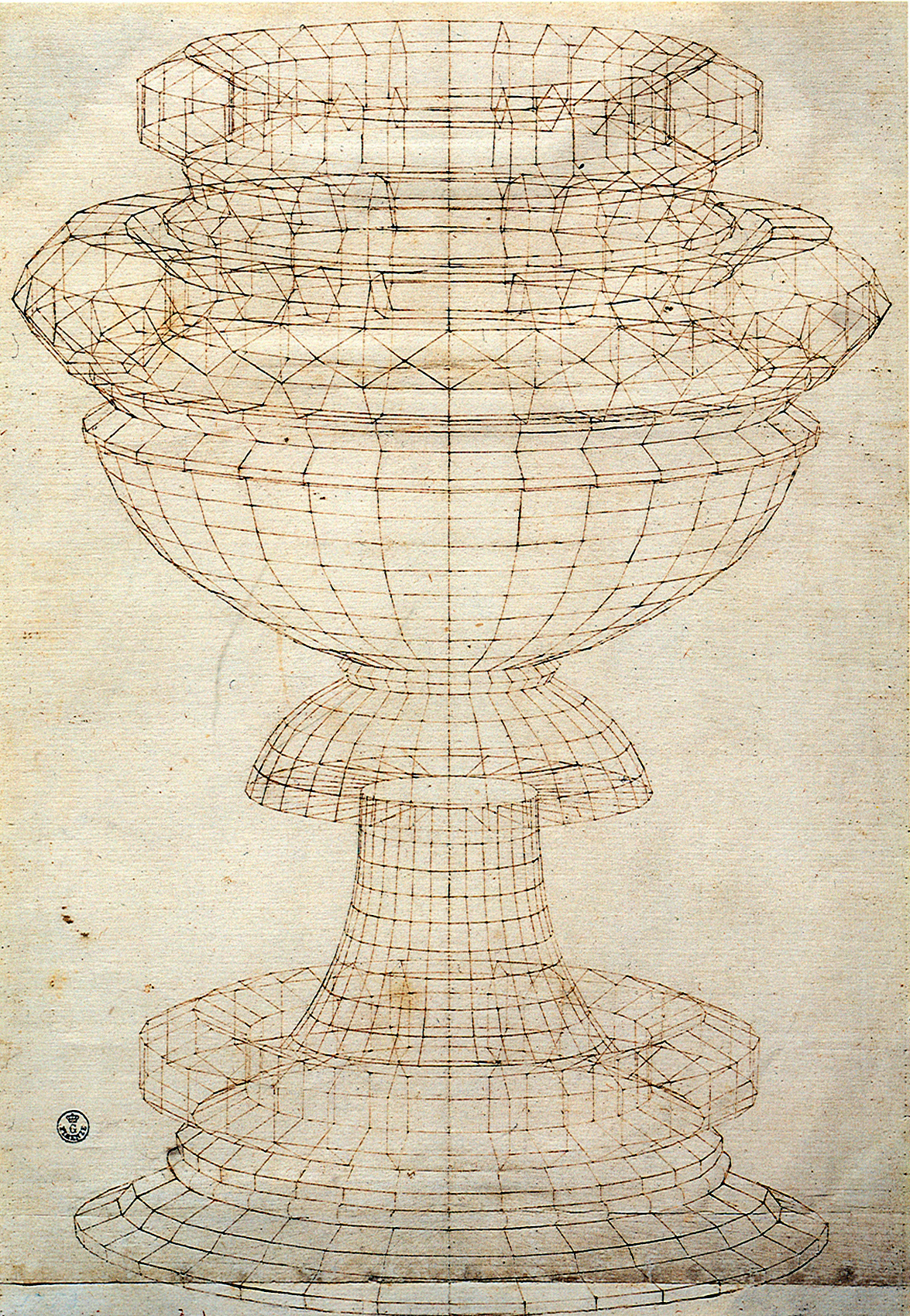
Дослідження вази як тіла обертання. Паоло Учелло, 15-те ст.

Математика та мистецтво пов'язані здавна та декількома шляхами. Математику описували як мистецтво, мотивоване красою. Математика існує в таких мистецтвах як музика, танець, малярство, архітектура, скульптура та текстиль. В цій статті увагу приділено математиці у образотворчому мистецтві.
Митці використовували математику принаймні з V ст. до н. е., коли давньогрецький скульптор Поліклет із Аргоса написав свій «Канон», за яким ідеальними пропорціями оголеного чоловіка були пропорції, засновані на  співвідношенні 1:√2. Популярною, але не надійно підтвердженою, є думка про використання золотого перетину у стародавньому мистецтві та архітектурі. В часи італійського Відродження, Лука Пачолі написав впливовий трактат «De Divina Proportione» (1509), ілюстрований гравюрами Леонардо да Вінчі, про використання золотого перетину в мистецтві. Інший італійський художник, П'єро делла Франческа, розробляв ідеї Евкліда по перспективі у трактатах (напр. «De Prospectiva Pingendi») та картинах. Альбрехт Дюрер зробив багато посилань на математику у його гравюрі «Меланхолія І». У сучасності, графічний артист М. К. Ешер активно використовував теселяцію та гіперболічну геометрію з допомогою математика Гарольда Коксетера, а рух «De Stijl» на чолі з Тео ван Дусбургом та Пітом Мондріаном прямо використовував геометричні форми. Математика надихнула текстильне мистецтво, такі як виготовлення стьобаних виробів, в'язання, вишивка хрестом, мереживо, вишивання, ткацтво, створення турецьких та інших килимів. В ісламському мистецтві симетрія повсюди, в таких формах як перський джиріх та марокканська плитка зулляйдж, могольські джалі — екрани різаного каміння, та широко поширене склепіння з мукарнами.
Математика прямо впливала на мистецтво такими концептуальними інструментами як лінійна перспектива, аналізом симетрії та математичними об'єктами як многогранники та стрічка Мебіуса. Маґнус Веннінґер створює чудові зірчасті многогранники, спочатку вигадані як моделі для навчання. Такі математичні концепції як рекурсія та логічний парадокс можна побачити у картинах Рене Магрітта та гравюрах М. С. Ешера, комп'ютерне мистецтво часто використовує фрактали, включно з множиною Мандельброта, та деколи інші математичні об'єкти як клітинний автомат. В протилежному напрямку, митець Девід Гокні доводить, що митці Відродження і пізніше використовували камеру-люціду для малювання точних відтворень сцен; архітектор Філіпп Стедмен доводить, що Ян Вермер використовував камеру-обскуру у свої картинах з точним відтворенням сцен.
Інші приклади зв'язку включають алгоритмічний аналіз предметів мистецтва з використанням рентгенофлуоресцентної спектроскопії та стимули для математичного аналізу, особливо теорія перспективи Філіппо Брунеллескі, що врешті решт привела до проективної геометрії Жерара Дезарга.
Популярна точка зору, заснована на піфагорейській думці про гармонію у музиці, полягає в тому, що все було організовано Числом, що Бог є геометром світу, а тому світова геометрія є сакральною, що можна побачити у «The Ancient of Days» Вільяма Блейка.

## Витоки: від Стародавньої Греції  до Відродження

### «Канон» Поліклета та симетрія

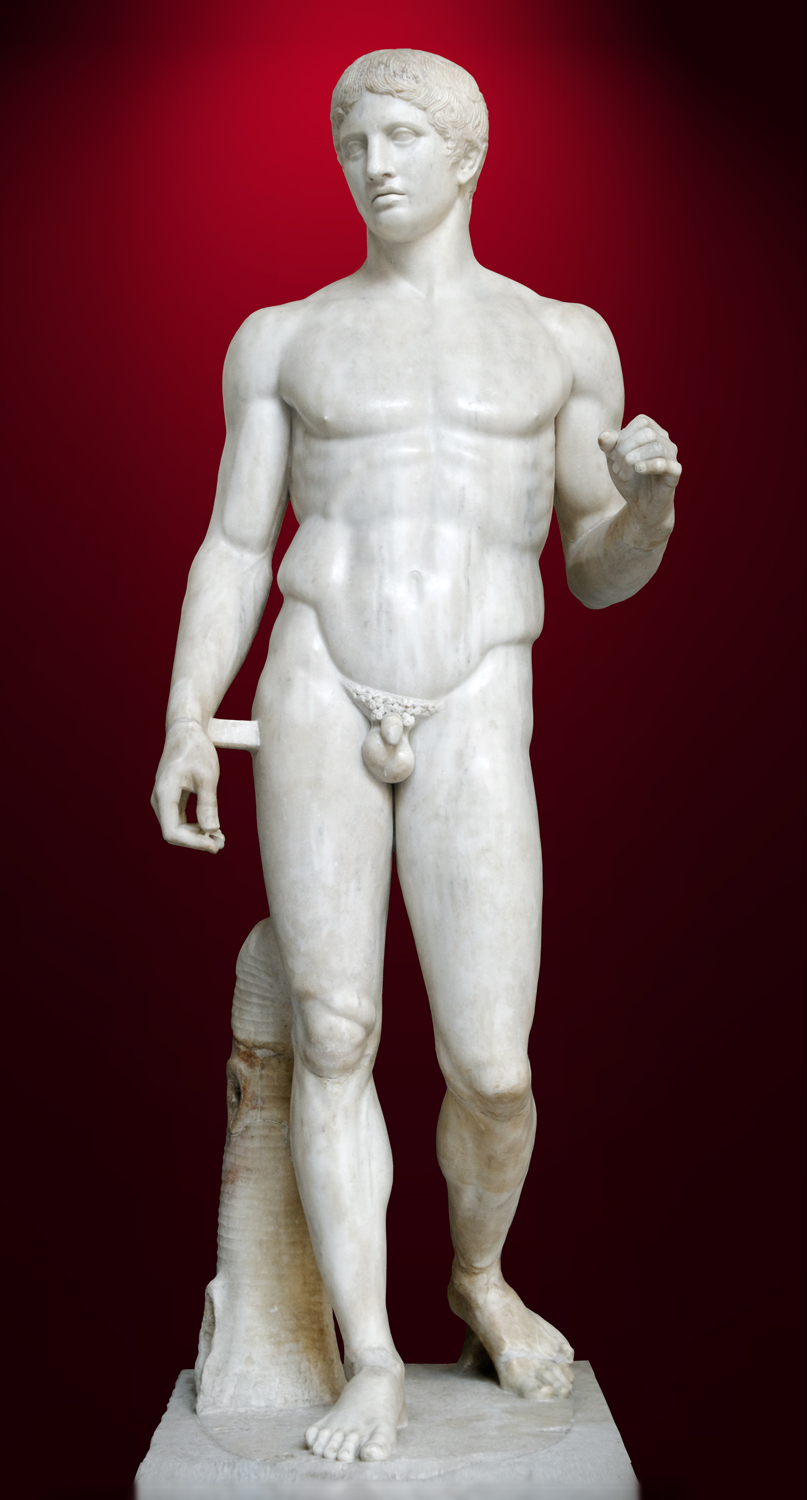
Римська мармурова копія Дорифор з бронзового оригіналу Поліклета

Поліклет Старший (бл.450–420 рр. до н. е.) був грецьким скульптором зі школи Аргоса та сучасником Фідія. Його роботи та статуї переважно зображували атлетів та виконувались у бронзі. Відповідно до математика Ксенократа, Поліклет вважається одним з найбільш важливих скульпторів класичної античності за його роботу «Дорифор» та статую Гери в Герайоні Аргоса. Хоча його скульптури не були настільки відомі як Фідія, вони дуже цінувались. В своєму трактаті «Канон» Поліклет написав про «ідеальні» анатомічні пропорції оголеного чоловіка та запропонував математичний підхід до створення скульптури людського тіла.
Поліклет використовував дистальну фалангу мізинця як базову одиницю вимірювання пропорцій людського тіла. Він помножує довжину дистальної фаланги на квадратний корінь з двох (√2) для визначення довжини середньої фаланги, знову помножує його на √2 для отримання довжини основної фаланги. Далі він бере довжину пальця руки та помножує її на √2 для отримання довжини долоні від основи пальця до ліктьової кістки. Цей геометричний ряд продовжується, доки Поліклет формує руку, тіло тощо.
«Канон» вчинив величезний вплив на скульптуру Стародавньої Греції, Стародавнього Риму та Відродження, багато скульпторів використовували його приписи. І хоча жодна з оригінальних скульптур Поліклета не збереглася, існують давньоримські копії, які демонструють його ідеал фізичної класи та математичної точності. Деякі науковці доводять, що піфагорейська думка вплинула на «Канон». «Канон» застосовує базові математичні концепції давньогрецької геометрії, наприклад співвідношення, пропорція та симетрія (з грецької «гармонічні пропорції») та перетворює їх у систему, здатну описати людину серією безперервних геометричних рядів.

### Перспектива та пропорція

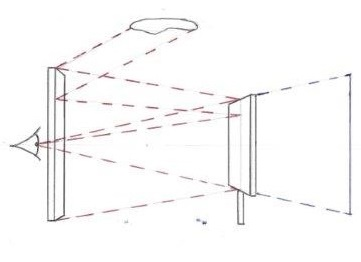
Експеримент Філіппо Брунеллескі з лінійною перспективою

У стародавні часи, художники не робили далекі об'єкти та фігури меншими за допомогою лінійної перспективи, а використовували їх розмір для позначення тематичної важливості. У Середньовіччі, деякі митці використовували обернену перспективу для особливого наголосу. Мусульманський математик Ібн ал-Хайсам описав теорію оптики у своїй «Книзі оптики» 1021 року, але вона ніколи не застосовувалась до мистецтва. Відродження сприяло поновленню культури та ідей Стародавніх Греції та Риму, серед них дослідження математики для розуміння природи та мистецтва. В Пізньому Середньовіччі та Відродженні митців штовхали до математики дві основні причини: (1) художникам  було потрібно зрозуміти тривимірні сцени на двовимірному полотні; (2) філософи та митці були впевнені, що математика була справжнім центром фізичного світу та що весь всесвіт, у тому числі мистецтво, може бути пояснений геометрично.
Початок використання перспективи на картинах належить Джотто, який намагався малювати перспективу з використанням альгебраїчного методу для визначення розташування віддалених ліній. У 1415 році у Флоренції італійський архітектор Філіппо Брунеллескі та його друг Леон-Баттіста Альберті продемонстрували геометричний метод застосування перспективи, використавши подібні трикутники (у формулюванні Евкліда) для пошуку видимої висоти віддалених предметів. Картини самого Брунеллескі з перспективою втрачені, але картина Мазаччо «Свята Трійця» демонструє його принципи на практиці.

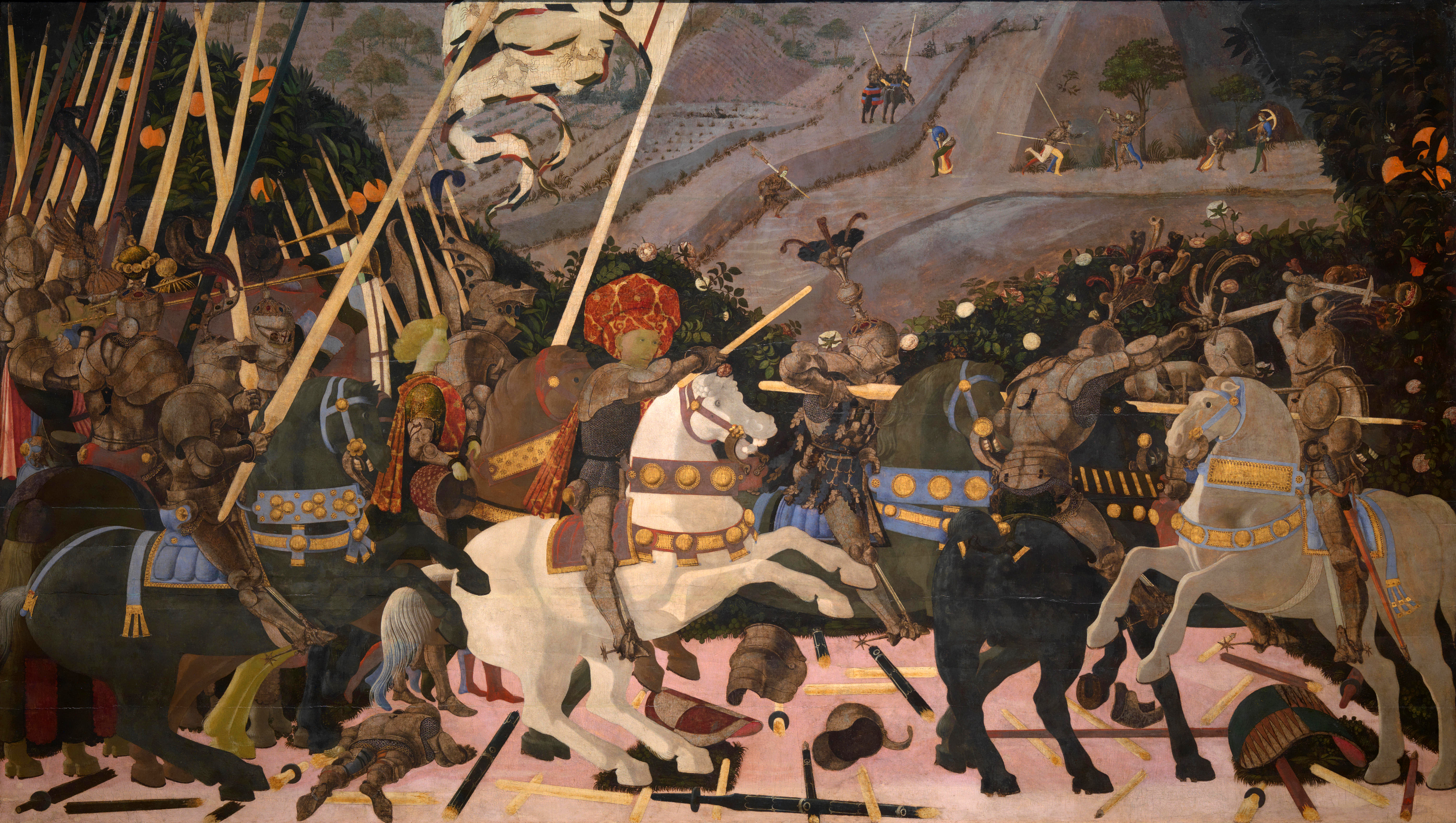
Паоло Учелло використав перспективу у «Битві при Сан-Романо» (бл. 1435—1460).

Італійський художник Паоло Учелло захоплювався перспективою, як видно з його картин «Битва при Сан-Романо» — зламані списи лежать вздовж ліній перспективи.
Художник П'єро делла Франческа був досвідченим математиком та геометром, написавши декілька книжок про геометрію тіл та перспективу, включно з «De Prospectiva Pingendi» (Про перспективу у живописі), «Trattato d'Abaco» (Трактат про абак) та «De corporibus regularibus» (Про правильні тіла). Історик Джорджо Вазарі у своїй роботі «Життєписи найславетніших живописців, скульпторів та архітекторів» називає П'єро «найкращим геометром його часу, а може й всіх часів». Інтерес П'єро до перспективи можна побачити в його картинах, у тому числі «Поліптих про Перуджу», вівтарі Святого Августина та «Побиття Христа біля колони». Його праці з геометрії вплинули на пізніших математиків та митців, включно з Лука Пачолі у його «De Divina Proportione» та Леонардо да Вінчі. П'єро вивчав класичну математику та роботи Архімеда. Він навчався комерційній арифметиці у «школі абака» і його твори скомпоновані як підручники таких шкіл, можливо включаючи книгу Леонардо Пізано (Фібоначчі) «Книга абака» 1202 року. На той час лінійна перспектива щойно з'явилась серед художників. Леон-Баттіста Альберті пояснював: «світло рухається від сцени, яку спостерігають, до ока прямими лініями, формуючи щось схоже на піраміду, вершиною якої є око.» А картина, в якій використана лінійна перспектива, є зрізом такої піраміди.
У «De Prospectiva Pingendi», П'єро перетворює свої емпіричні спостереження за тим, як аспекти фігури змінюються зі зміною точки спостереження, у математичні виклади. Його трактат починається у стилі Евкліда: він визначає крапку як «найтоншу річ, яку може побачити око», а далі використовує дедуктивну логіку, щоб направити читача до перспективного зображення тривимірного тіла.
Митець Девід Гокні у своїй книзі «Secret Knowledge: Rediscovering the Lost Techniques of the Old Masters» доводив, що європейські художники почали використовувати камеру-люціду з 1420-х років, що мало наслідком раптову зміну у точності та реалізмі, і ця практика продовжувала застосовуватись відомими художниками, включно з Енгром, ван Ейком та Караваджр. Однак критики не погоджуються з теорією Гокні. Так само суперечливою є теорія Філіпа Стедмена, що Ян Вермер використовував інший прилад, камеру-обскуру, для допомоги у створенні своїх картин.
Лука Пачолі 1509 року написав свою книгу «De divina proportione» про математичні та художні пропорції, включно з пропорціями людського обличчя. Книга була проілюстрована гравюрами регулярних тіл, створеними Леонардо да Вінчі за часів навчання у Пачолі у 1490-х роках. Малюнки Леонардо є ймовірно першими ілюстраціями скелетних тіл та одними з перших, які демонстрували перспективу накладання одного тіла на інше. У праці обговорюється перспектива у роботах П'єро делла Франческа, Мелоццо да Форлі та Марко Палмеццано. Да Вінчі вивчав іншу книгу Пачолі — «Summa», з якої скопіював таблиці пропорцій. У таких картинах як «Мона Ліза» та «Тайна вечеря» для позначення видимої глибини застосовувалась лінійна перспектива зі зникомою точкою. «Тайна вечеря» створена з використанням співвідношення 12:6:4:3, так само як і «Афінська школа» Рафаеля, яка включає Піфагора з табличкою ідеальних співвідношень, священною для всіх піфагорійців. У «Вітрувіанській людині», Леонардо виразив ідеї давньоримського архітектора Вітрувія, двічі показавши чоловічу фігуру та вписавши її в коло та в квадрат.
Вже у XV сторіччі у картинах митців, що цікавились викривленнями зображень, з'явилась криволінійна перспектива. Ян ван Ейк 1434 року включив до картини «Портрет подружжя Арнольфіні» опукле дзеркало з віддзеркаленням людей у сюжеті, а Франческо Парміджаніно в «Автопортреті в опуклому дзеркалі» (бл.1523–24 рр.) показує майже невикривлене зображення обличчя митця та сильно викривлений задній план.
Тривимірний простір можна переконливо передати і в мистецтві і в  кресленні іншими способами, ніж лінійна перспектива. Косі проєкції, у тому числі кавалерійська перспектива (яку використовували французькі військові художники XVIII сторіччя для зображення укріплень), постійно та повсюдно використовувались китайськими художниками з I–II сторіччя н. е. по XVIII сторіччя. Вважається, що вони запозичили цю техніку з Індії, а індійці — зі Стародавнього Риму. Косу проєкцію можна побачити і в японському мистецтві, наприклад на картинах укійо-е Торіі Кійонага (1752—1815).

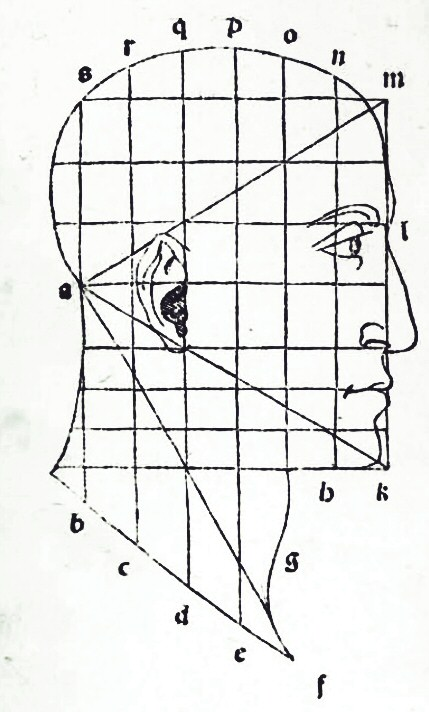
Гравіюра з книги Луки Пачолі 1509 р. «De divina proportione» з рівностороннім трикутником по обличчю людини
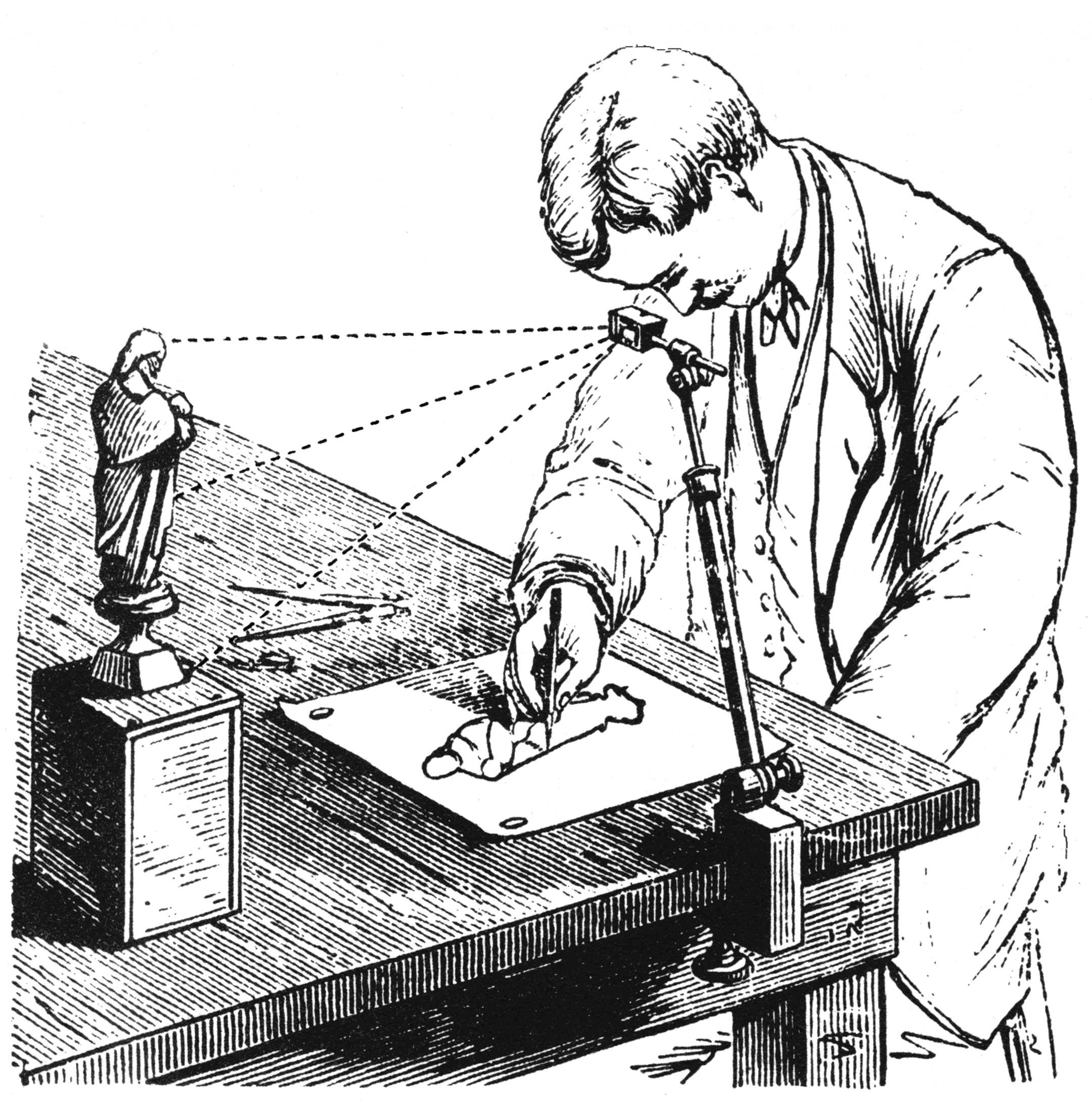
Використання камери-люціди. Scientific American, 1879
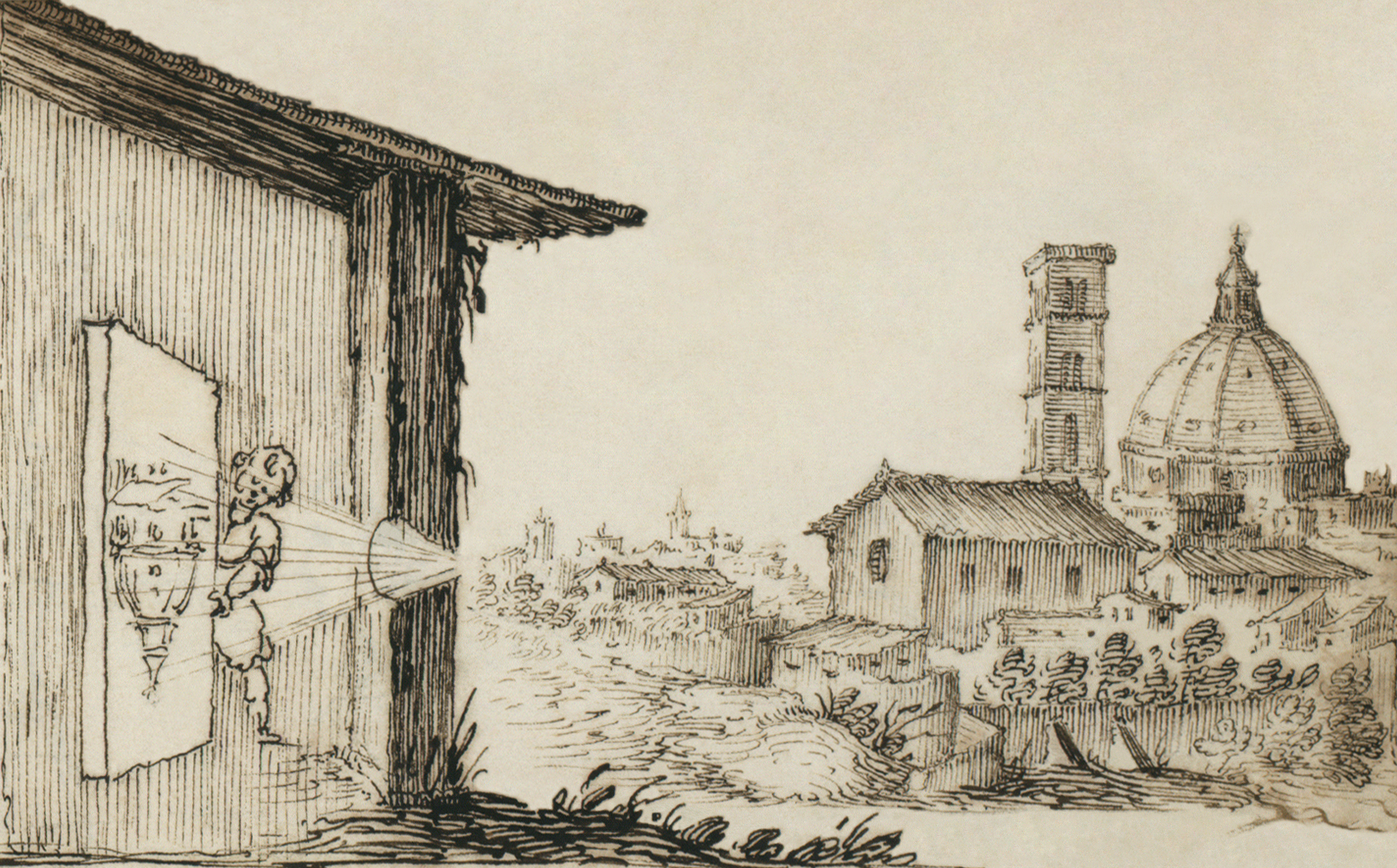
Зображення художника, який користується камерою-обскура. XVII ст.
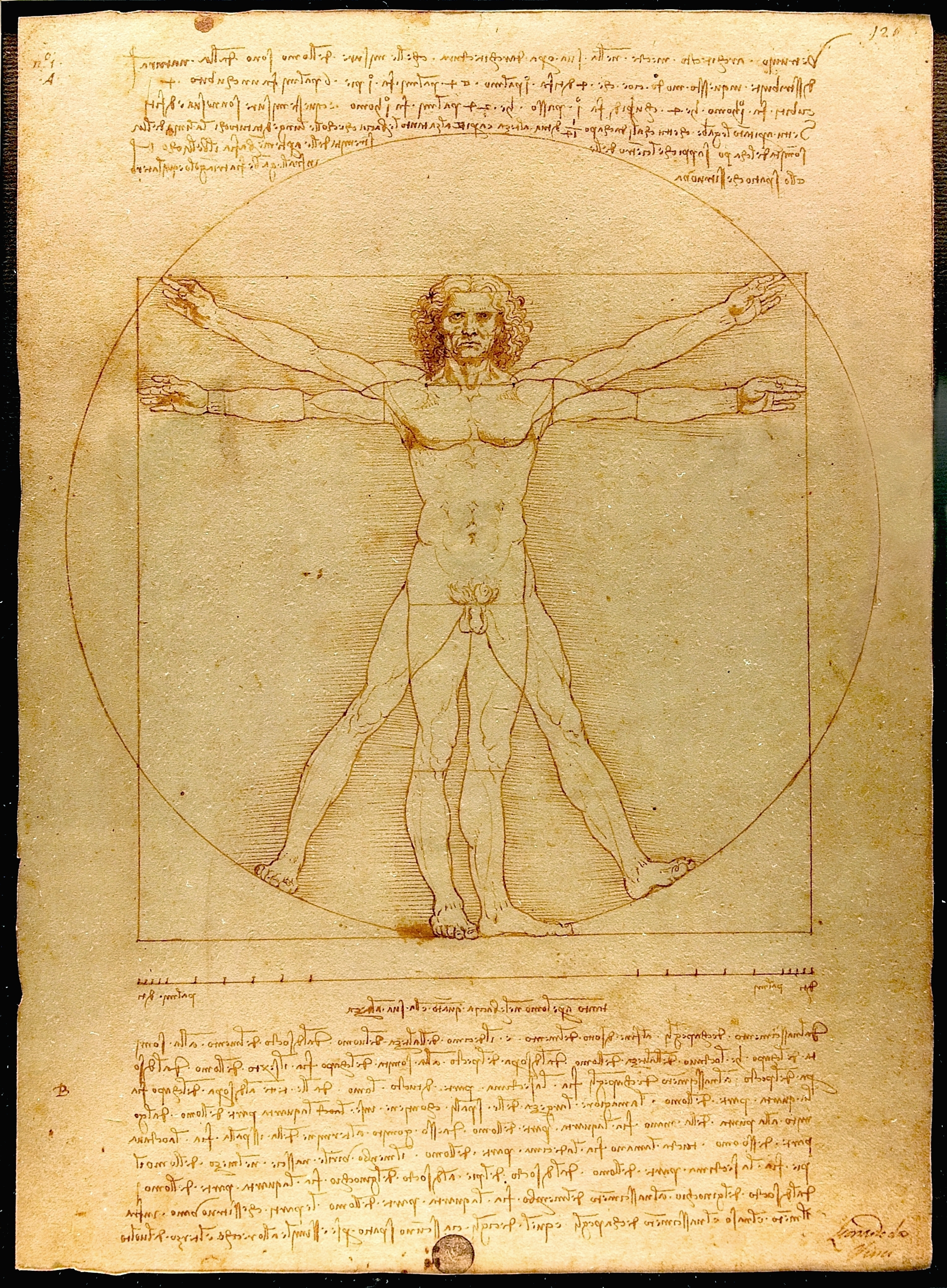
Пропорції: Вітрувіанська людина, бл. 1490
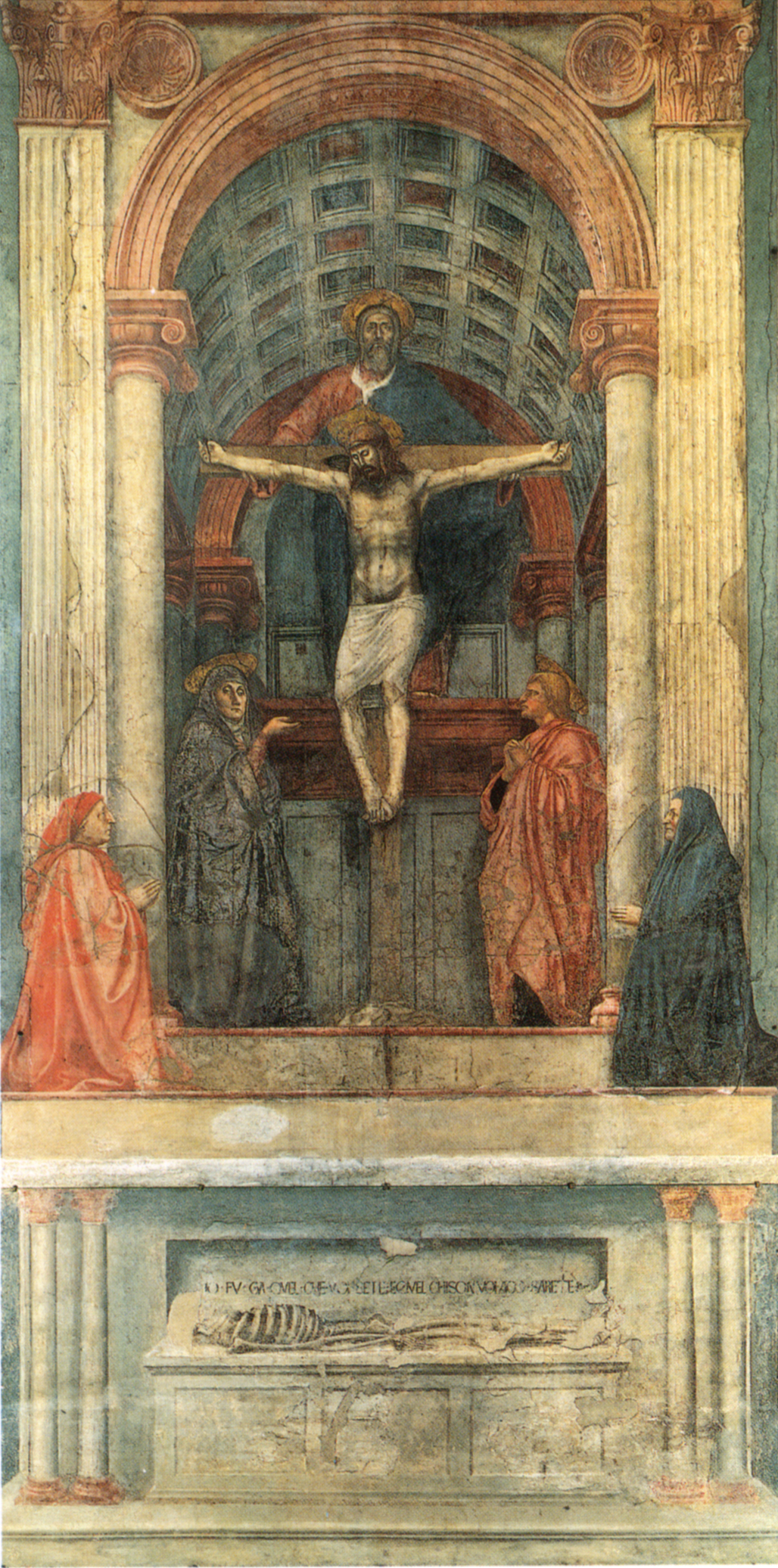
Теорія перспективи Брунелески: «Свята Трійця» Мазаччо, 1426–1428, у базиліці Санта Марія Новелла
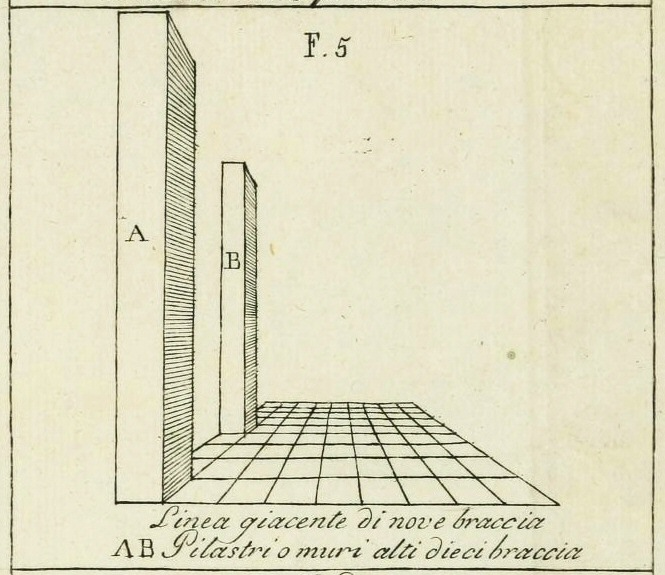
Діаграма з «Della Pittura» 1435 Леон-Баттіста Альберті, зі стовпами у перспективі
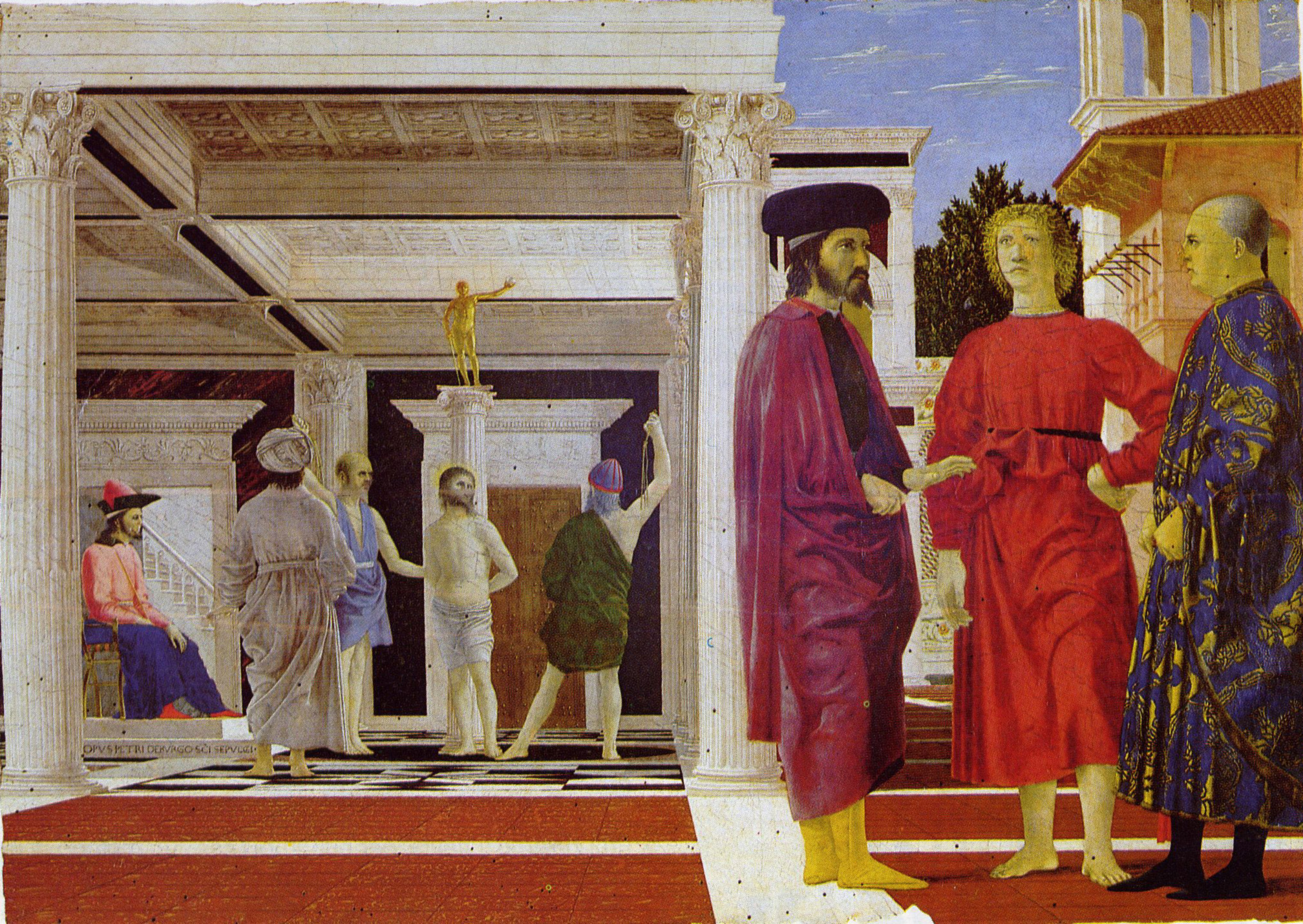
Лінійна перспектива у картині П'єро делла Франческа «Побиття Христа біля колони», 1455–1460
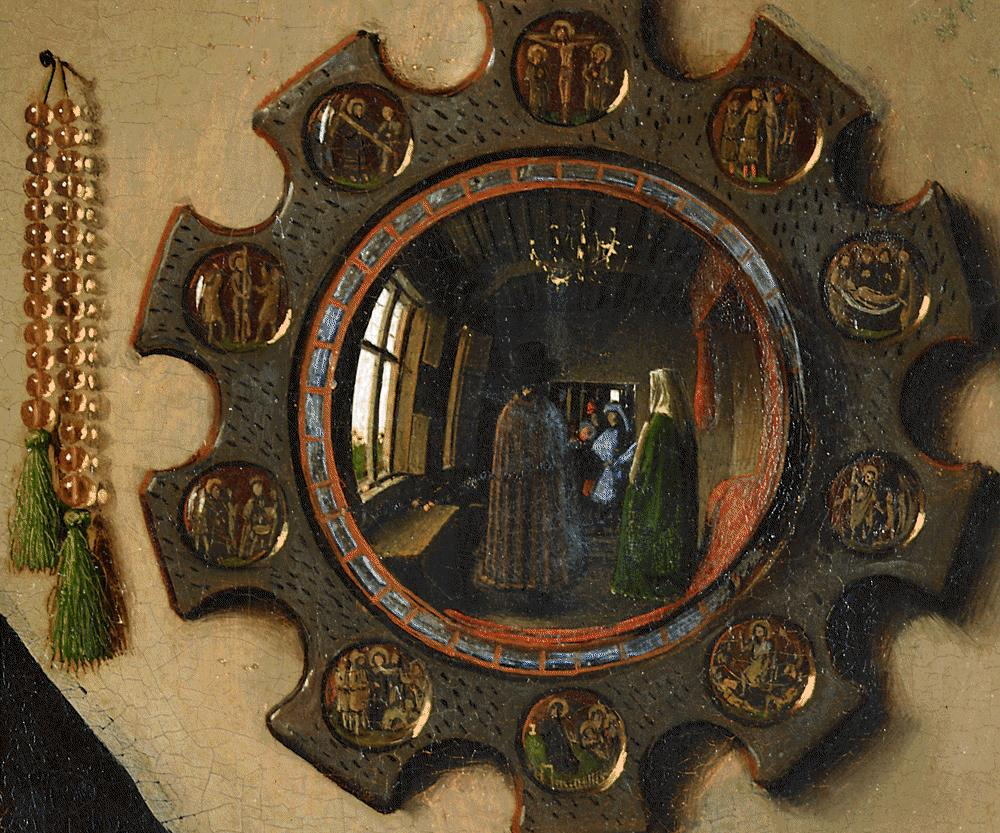
Криволінійна перспектива: опукле дзеркало у «Портреті подружжя Арнольфіні» ван Ейка, 1434
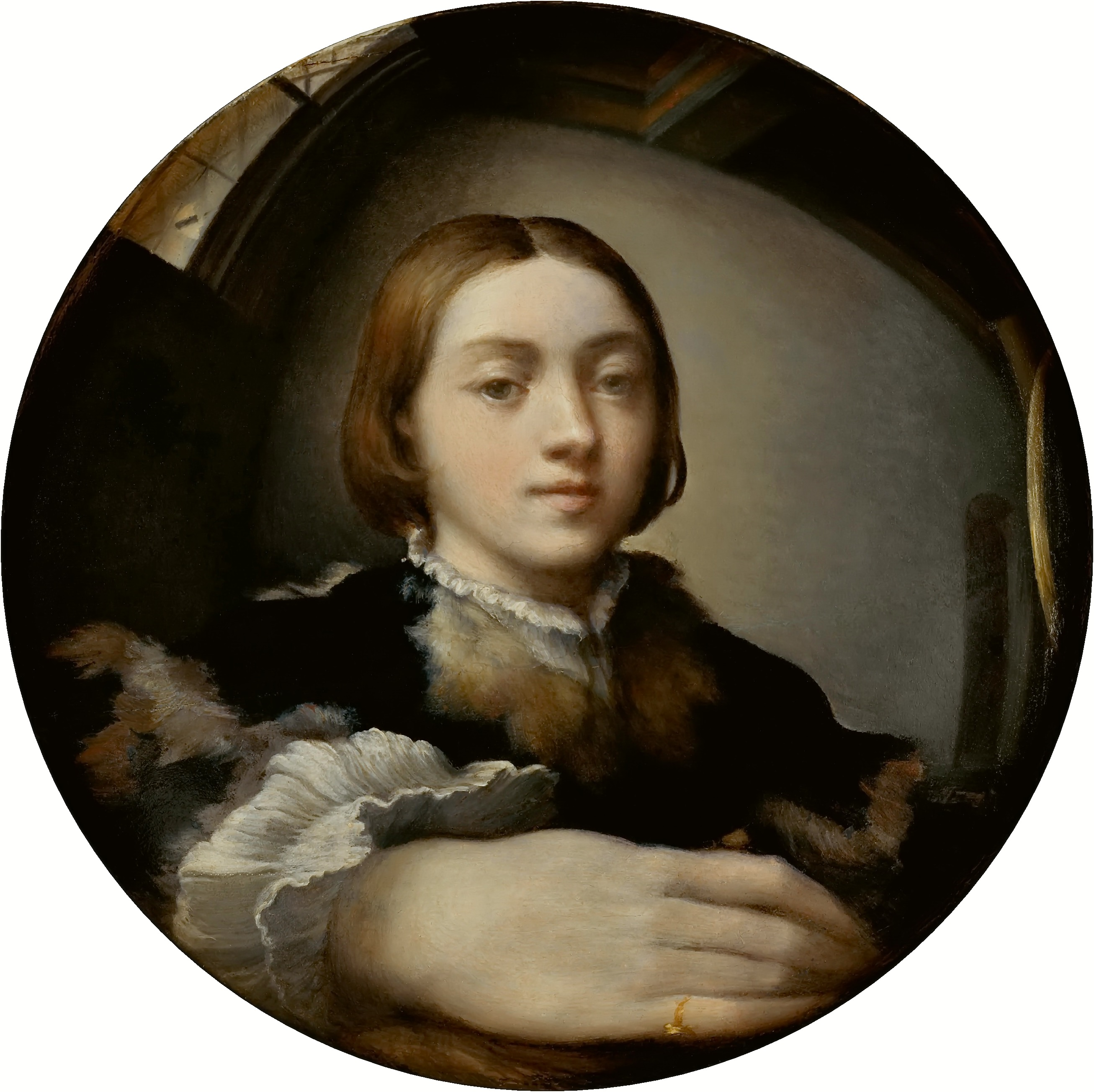
«Автопортрет в опуклому дзеркалі» Парміджаніно, 1523–1524
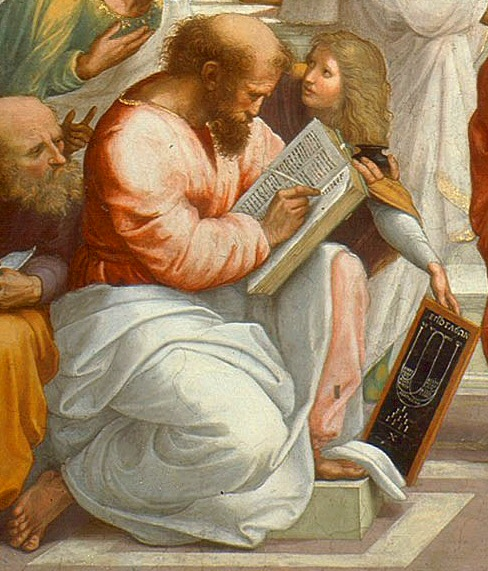
Піфагор з табличкою перетинів, «Афінська школа» Рафаеля, 1509
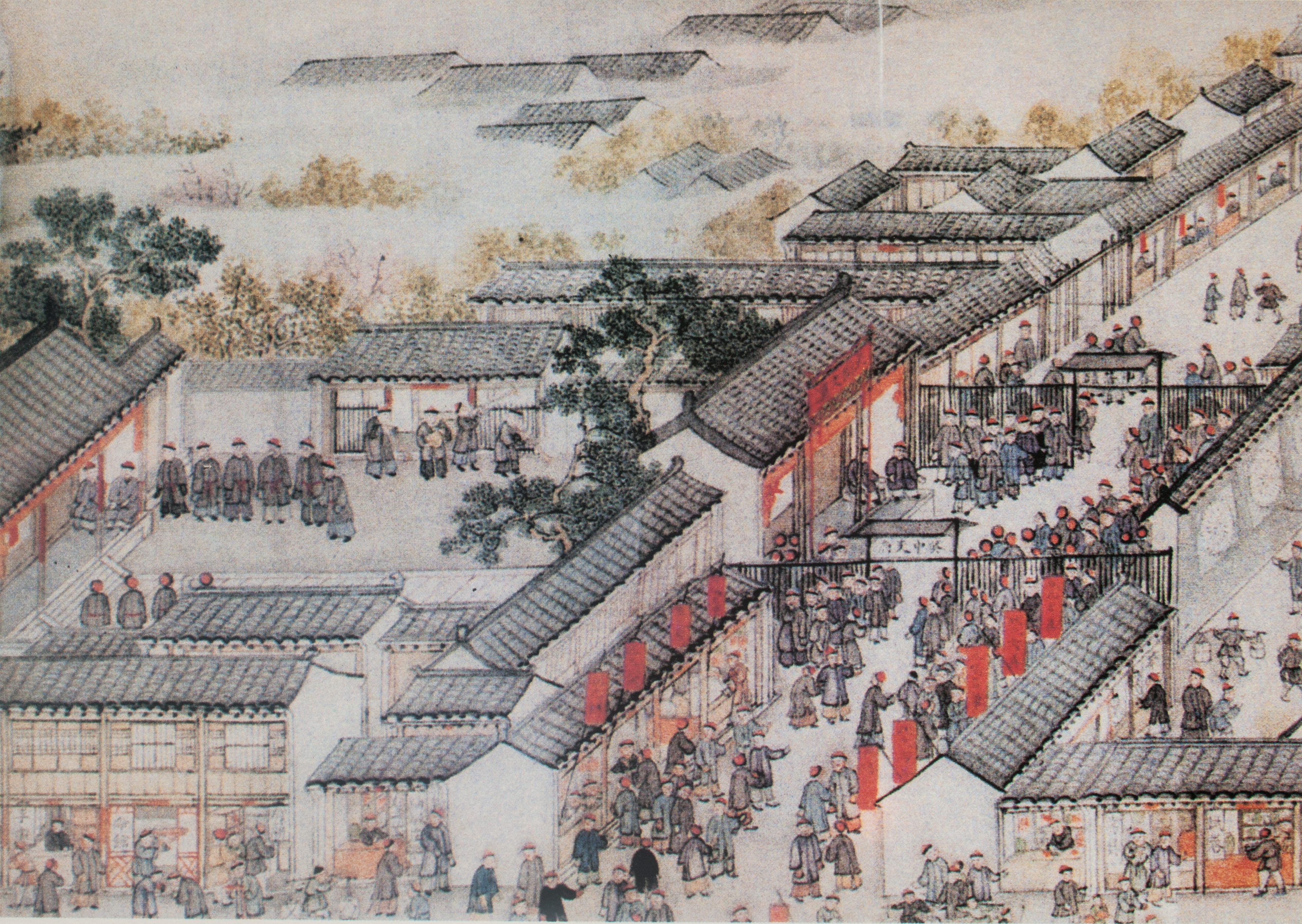
Коса проєкція: Вхід та двір ямена. Деталь сувою про Сучжоу авторська Сюй Яна, за розпорядженням імператора Цяньлуна. XVIII ст.
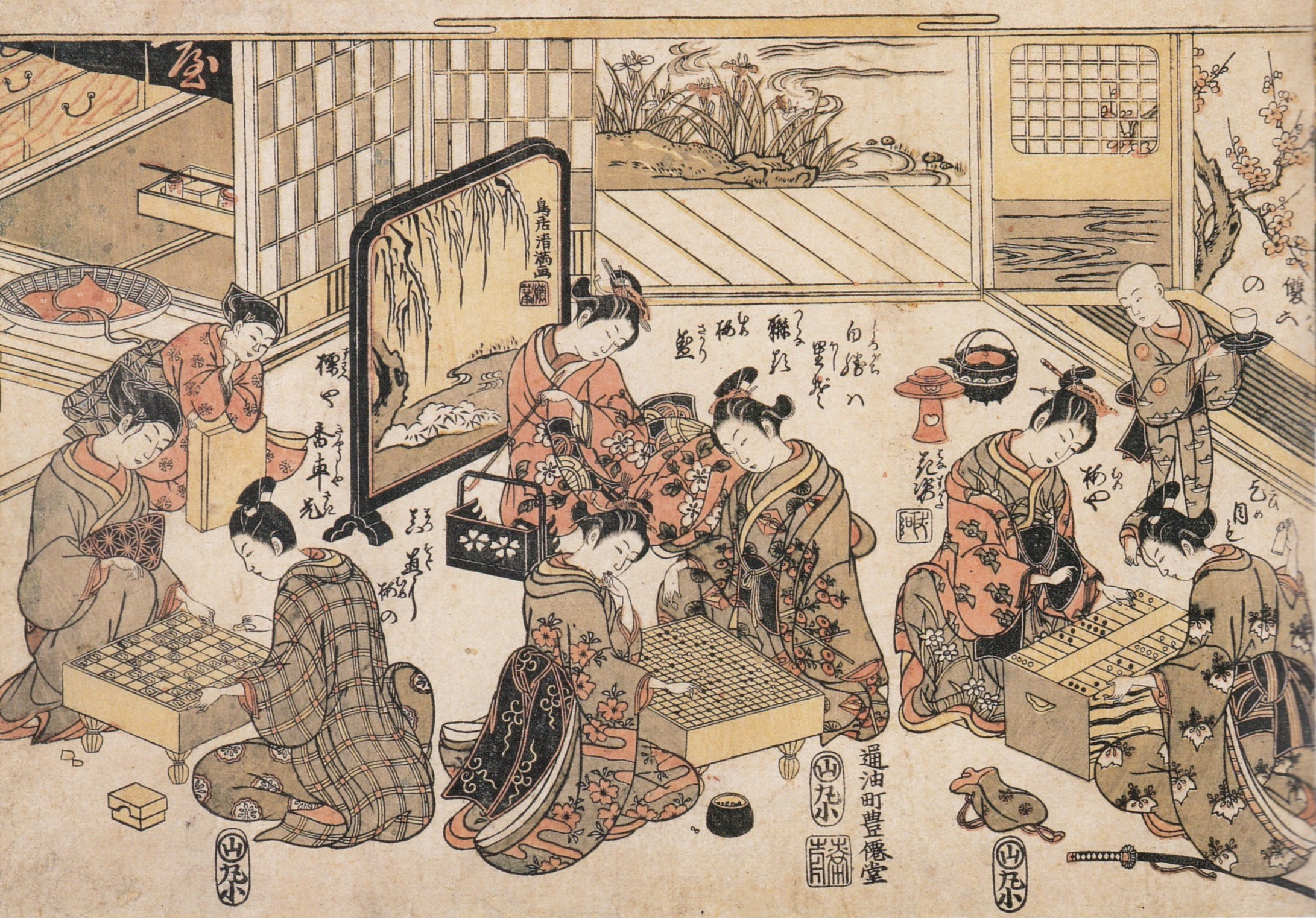
Коса проєкція: жінки грають в настільні ігри шоджі, го та бан-суґороку. Малюнок Торіі Кійонага, Японія, бл. 1780

### Золотий перетин
Золотий перетин, що грубо дорівнює 1,618, був відомий ще Евкліду, і його в сучасності постійно намагаються оголосити таким, що постійно використовувався у мистецтві та архітектурі стародавнього Єгипту, Греції та інших країн, але таким теоріям бракує надійних доказів. Можливо таке твердження з'явилось від плутанини з «золотою серединою», що для стародавніх греків означало «уникнення надлишку у всіх напрямках», а не співвідношення. 
З XIX ст. пірамідологи з використанням сумнівних математичних засад доводили про використання золотого перетину у створенні пірамід Також доводили, що Парфенон (V ст. до н. е.) в Афінах мав золотий перетин на фасаді та поземному плані, але ці твердження були спростовані вимірами. Аналогічні твердження були про використання золотого перетину у мечеті Укба в Тунісі, але такий перетин відсутній в оригінальних частинах мечеті. Історик архітектури Фредерік Макоді Лунд доводив 1919 року, що Шартрський собор (XII ст.), Ланський собор (1157—1205) та Собор Паризької Богоматері (1160) всі були спроектовані з використанням золотого перетину.
На противагу наведеним прикладам, інші вчені стверджують, що до книги Пачолі 1509 року, золотий перетин був невідомий митцям та архітекторам. Наприклад, висота та ширина фасаду Ланського собору мають співвідношення 8/5, тобто 1,6, а не 1,618. Такі співвідношення Фібоначчі швидко стає важко відрізнити від золотого перетину. Після книги Пачолі, золотий перетин більш явно присутній у творах мистецтва, у тому числі у «Моні Лізі» Леонардо.

Співвідношення основа:гіпотенуза(b:a) для піраміди Хуфу може бути: 1:φ (трикутник Кеплера), 3:5 (трикутник зі сторонами 3-4-5) чи 1:4/π
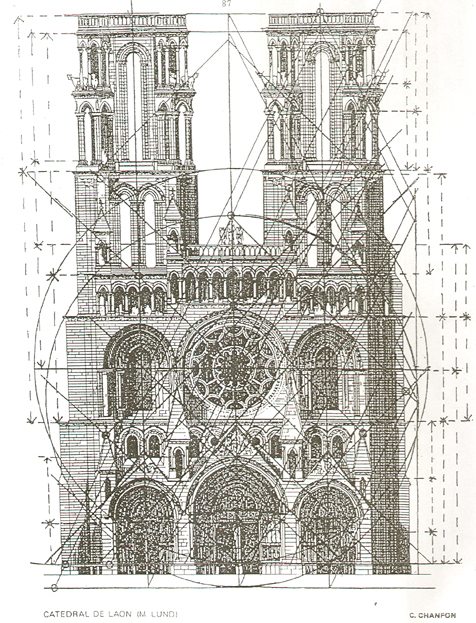
Пропоновані перетини Ланського собору
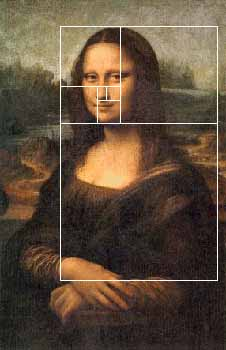
Золоті чотирикутники по «Моні Лізі»

### Планарні симетрії

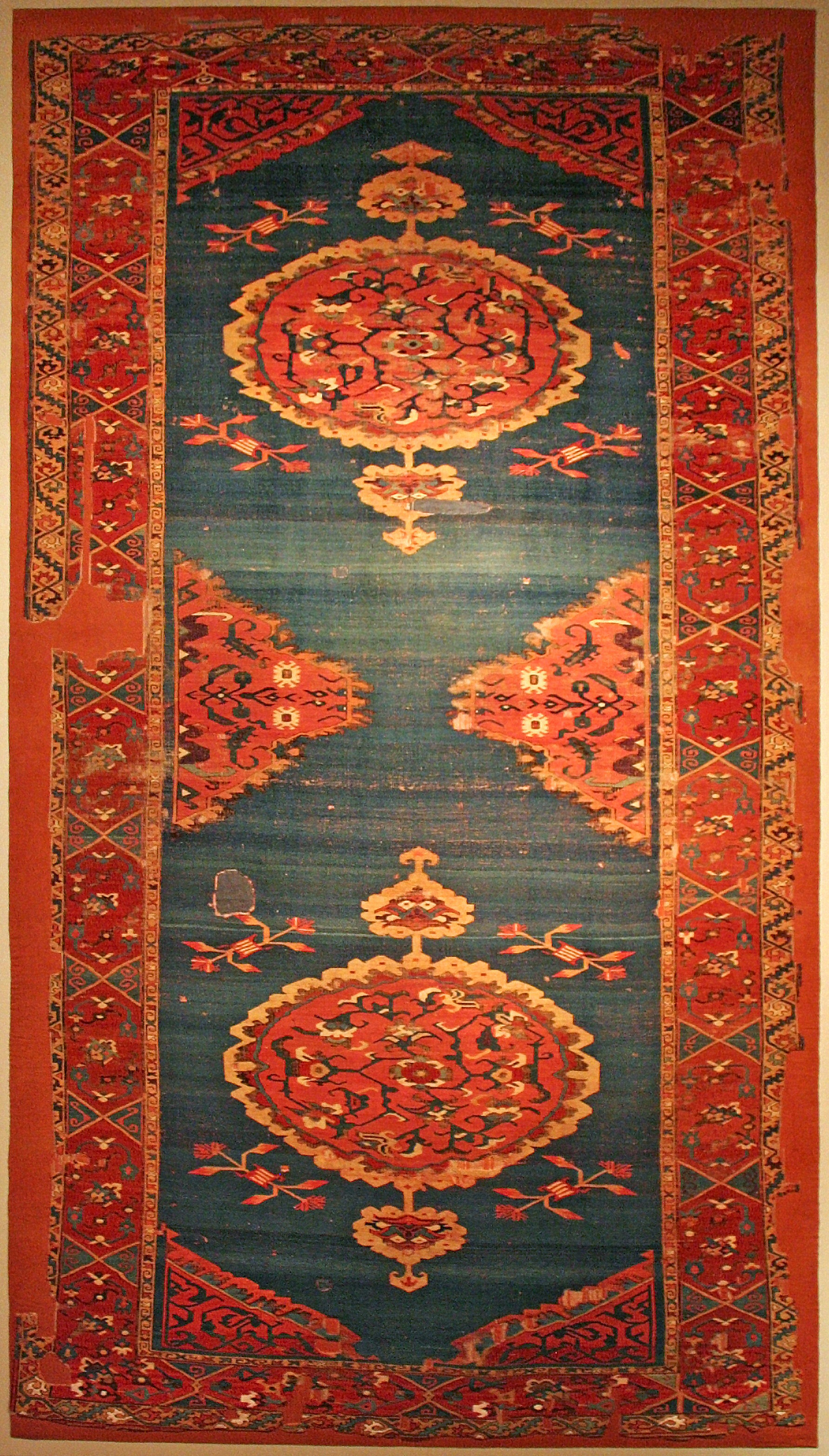
Килим з подвійним медальйоном. Центральна Анатолія, межа 16-17 ст. Мечеть Ала-ад-Дина, Конья

Планарні симетрії протягом тисячоліть використовувались у витворах прикладного мистецтва — килимах, плетінні, різьблених решітках і мереживі, текстилі та плитці.
Багато традиційних килимів мають центральне поле та кордон по периметру, і обидві частини можуть мати симетрії, хоча у килимах ручної роботи симетрії трохи порушені зміною малюнку чи кольору. У килимах Анатолії симетричними переважно є і самі мотиви. Килими Туреччини та Центральної Азії часто мають три і більше кордонів різного малюнку. Малюнок центральної частини часто відзеркалюється в одну (по вертикалі) чи всі сторони (по вертикалі, горизонталі та діагоналі), а малюнок кордону — частіше по горизонталі. Ткачі мали прагнення до симетрії, навіть не маючи точних математичних знань про неї. Математик та історик архітектури Нікос Салінгарос припускає, що сильний естетичний ефект «великого килима», такого як найкращі двомедальйонні килими XVII ст. з Конья, створюється за рахунок математичних технік, таких як поєднання протилежностей; протиставлення кольорів; геометричне відокремлення ділянок (використовуючи доповнюючі форми чи балансуючи напрямок гострих кутів); складність у маленькому масштабі (починаючи з рівня окремих вузлів) та симетрія у малому та великому масштабі; повторення елементів на різних рівнях масштабів (зі співвідношенням бл. 2,7 х від одного рівня до іншого). Салінгарос зазначає, що найкращі килими мають принаймні 9 з 10 зазначених характеристик, і вважає, що можливо створити з цих правил алгоритм.
Складні решітки можна побачити в індійській техніці джалі, різьбленню по мармуру палаців та мавзолеїв. Китайські різьблені решітки, завжди з певною симетрією, існують у 14 з 17 можливих груп повторів; воно часто має дзеркальну, подвійну дзеркальну чи обертальну симетрію. Деякі приклади мають центральний медальйон, деякі кордони. Дослідник цього плетіння Деніел С.Дай визначає Сичуань центром походження цього мистецтва.

П'ять форм плиток джиріх

Симетрія явно присутня і в текстильному мистецтві, в тому числі при створенні стьобаних предметів, в'язанні, вишивці хрестом, в'язанні гачком, вишиванні та ткацтві, де може бути чисто декоративною, а може позначати статус. Обертальна симетрія присутня у круглих структурах, наприклад куполи, які часто прикрашають складними симетричними візерунками зовні та всередині (наприклад мечеть Лютфалли 1619 року в Ісфагані). Вишивка та мереживо, наприклад скатертини з фриволіте, можуть мати цілий ряд дзеркальних та обертальних симетрій, які досліджуються математично.
Ісламське мистецтво використовує симетрію у багатьох своїх видах, особливо яскраво у плитці джиріх (girih), яка складається з 5 форм плитки — правильний десятикутник, витягнутий шестикутник, метелик, ромб та правильний п'ятикутник. Всі сторони цих фігур мають однакову довжину, а всі кути є множником 36° (π/5 радіанів), що дозволяє п'ятикратні та десятикратні симетрії. Всі плитки прикрашені плетеним орнаментом (джиріх), який у більшості випадків більш яскравий, ніж краї плитки. У 2007 році фізики Пітер Лу та Пол Штайнхарт доводили, що джиріх нагадує квазікристалічну мозаїку Пенроуза. Складна геометрична плитка зулляйдж є характерною особливістю марокканської архітектури. Склепіння з мукарнами є тривимірними, але були створені на двовимірному папері малюнками геометричних фігур.

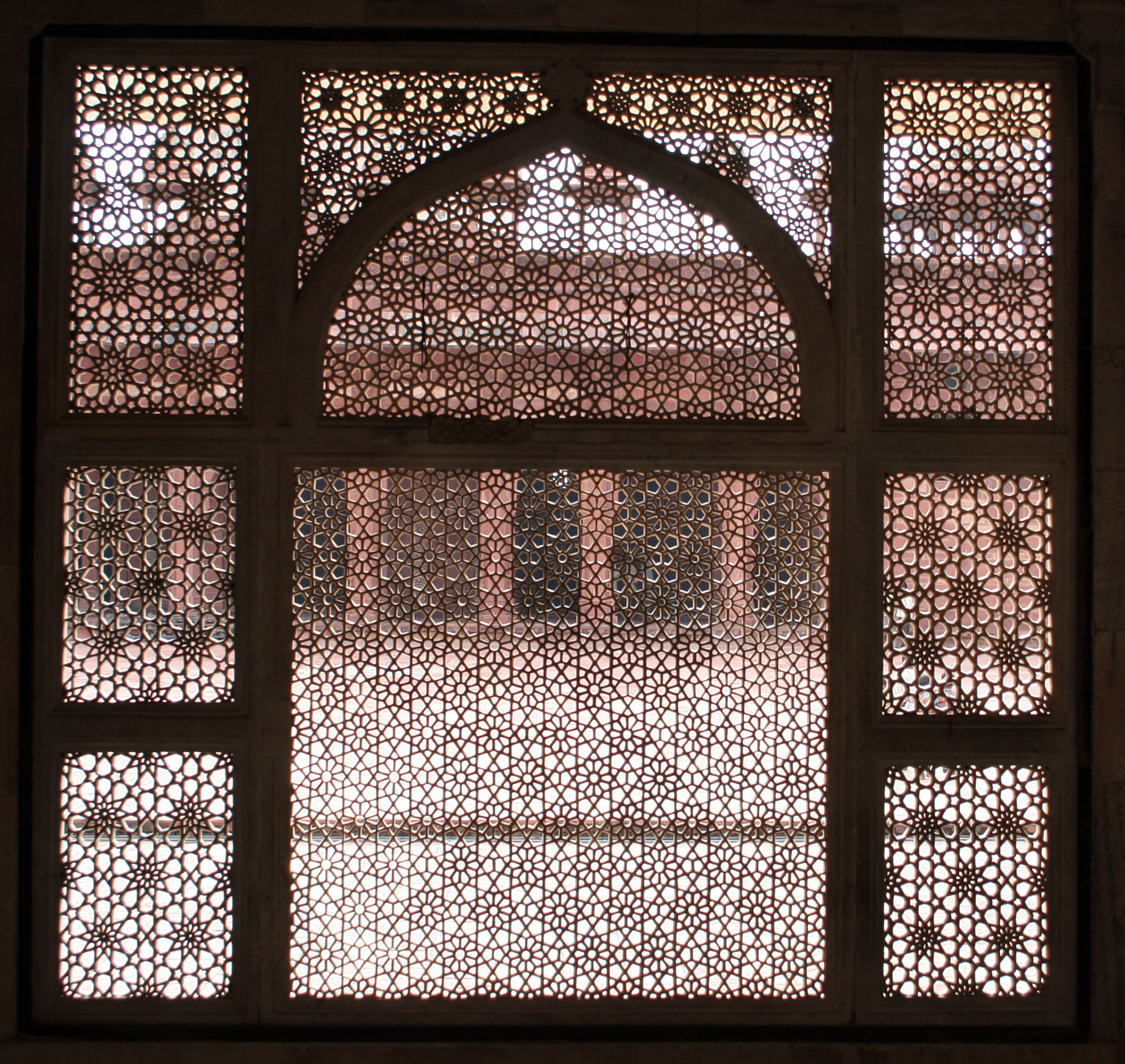
Мармурове мереживо джалі в усипальниці Салім Чішті, Фатегпур-Сікрі, Індія
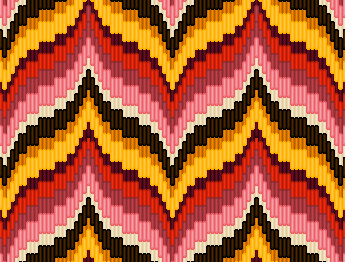
Симетрії: Гобелен з флорентійським візерунком баргелло
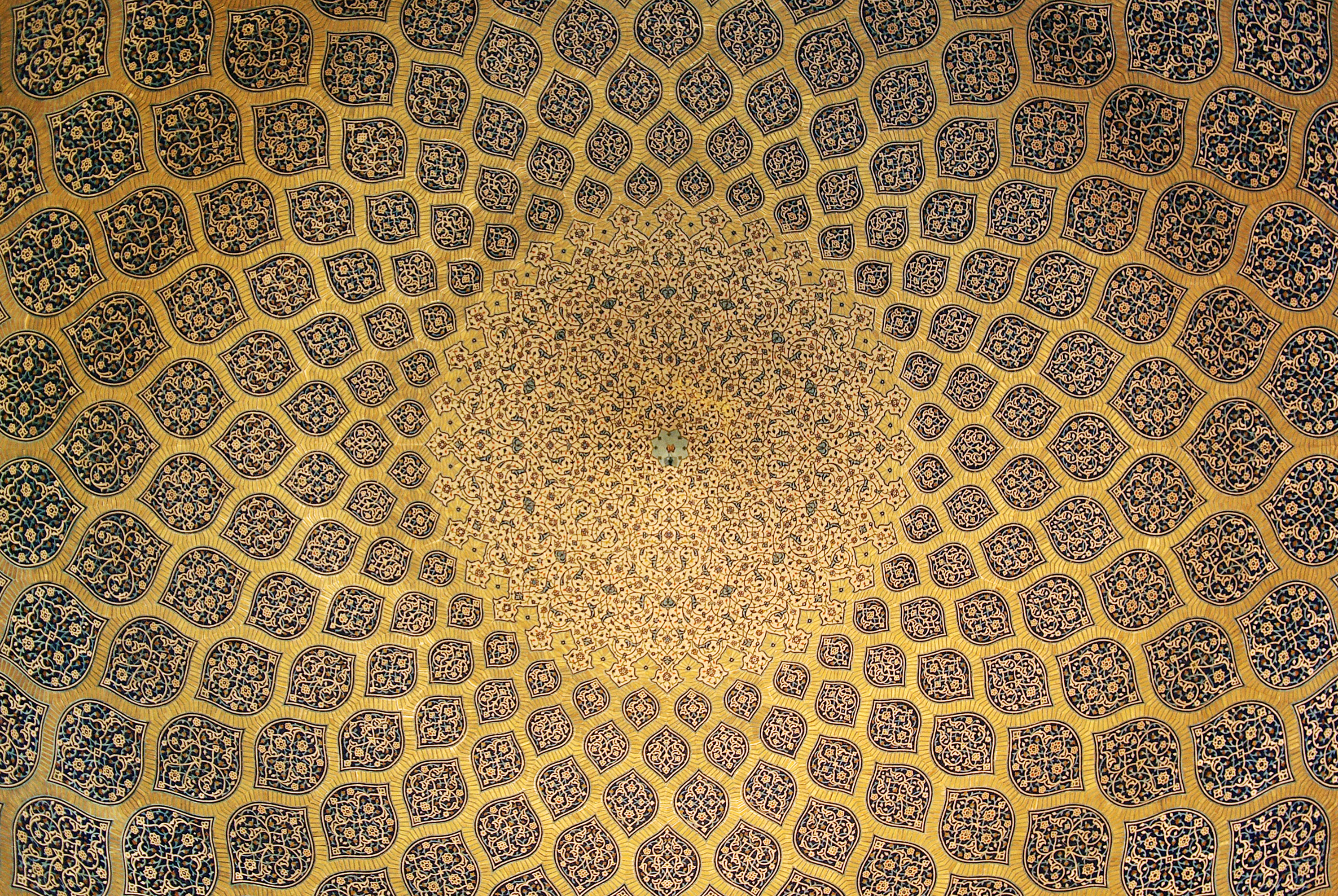
Стеля мечеті шейха Лютфалли, Ісфахан, 1619
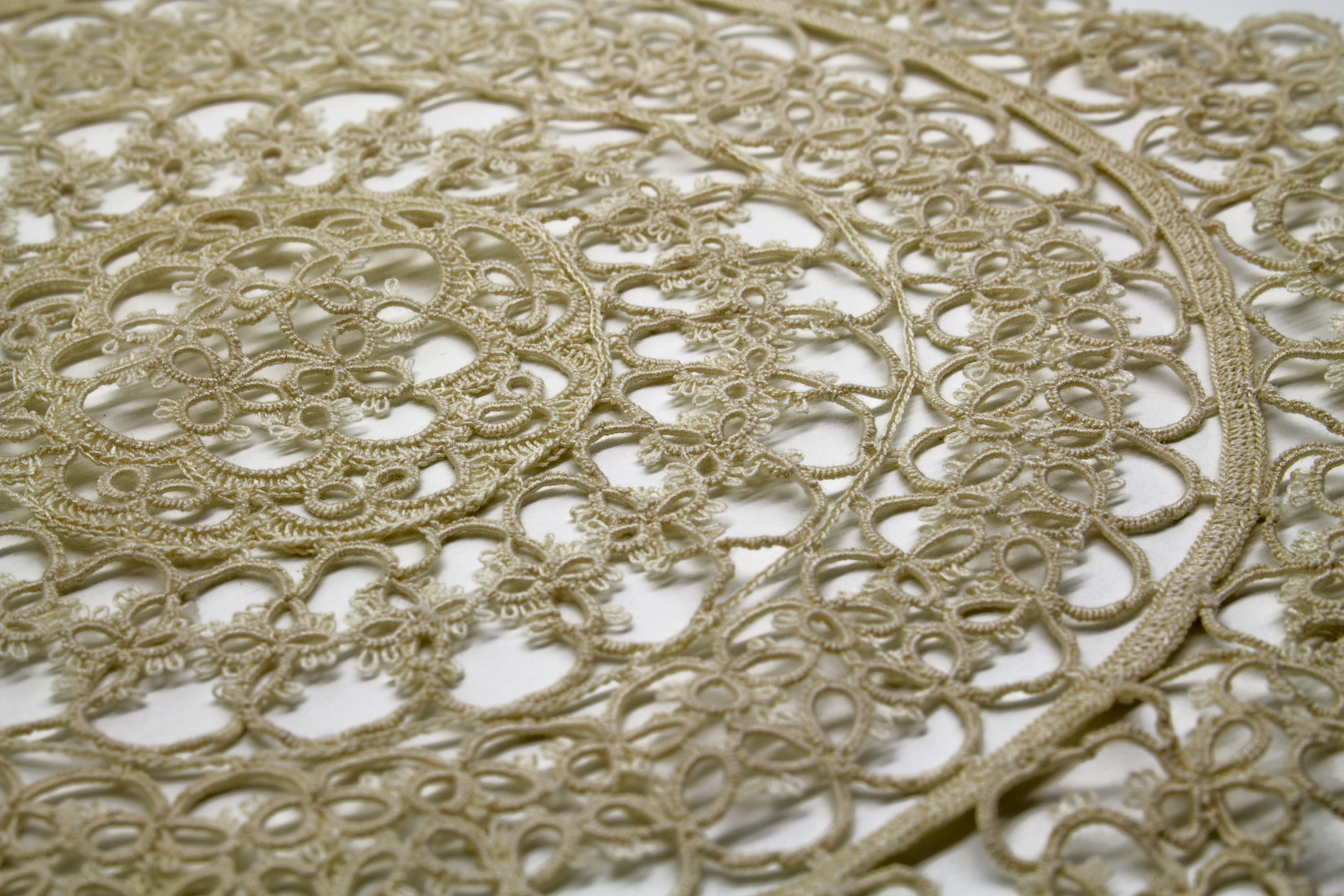
Обертальна симетрія в мереживі: фриволіте
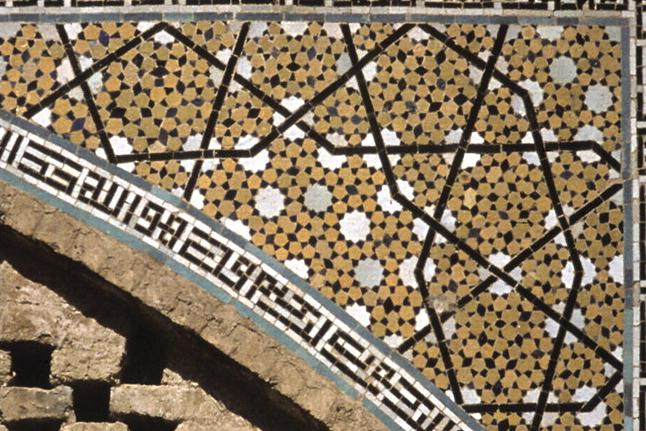
Плитка джиріх: орнаменти у маленькому та великому масштабі зі святилища Дарб-і-Імам, Ісфахан, 1453
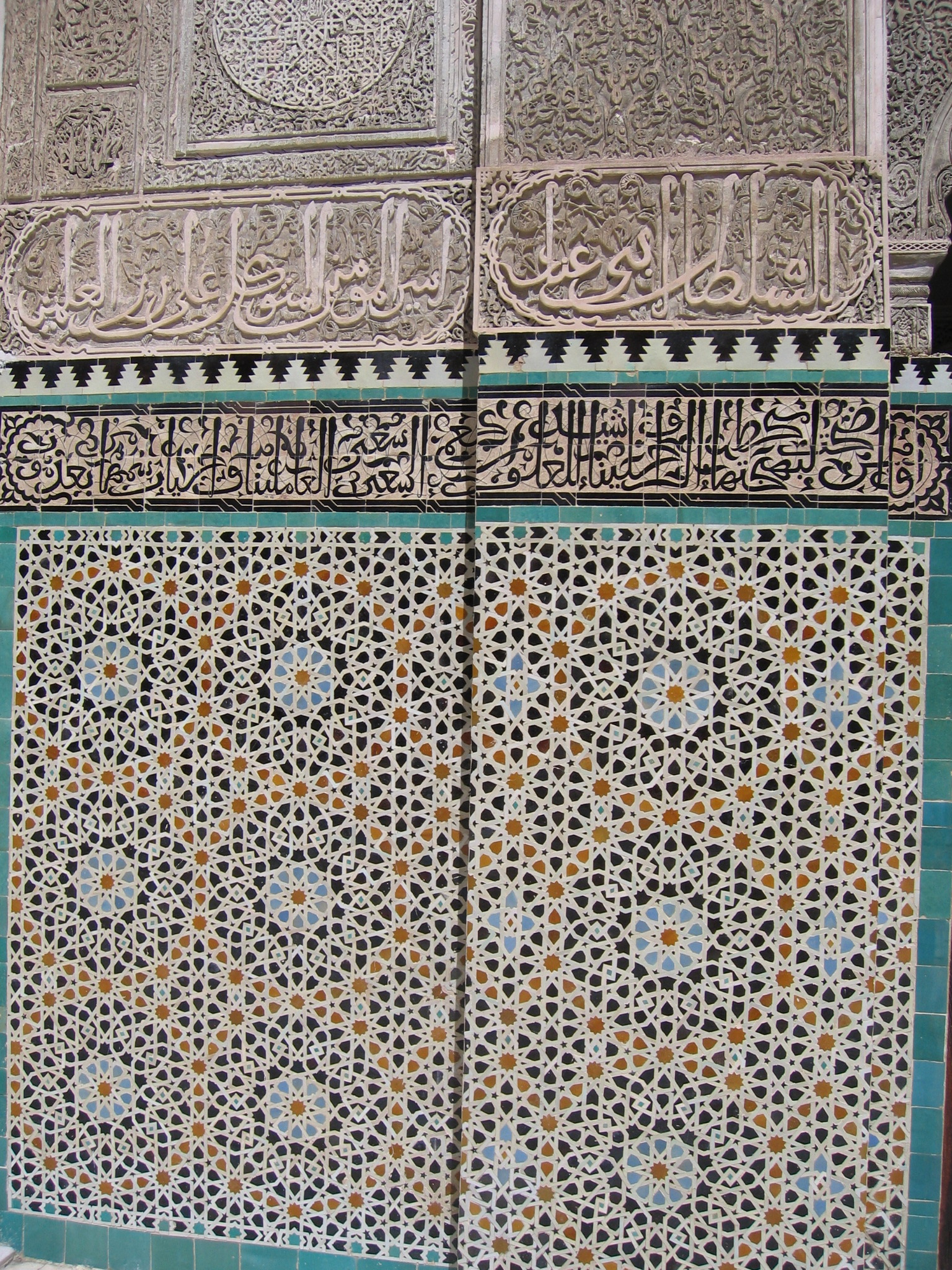
Теселяція: мозаїка зулляйдж у медресе Бу Інанія, Фес, Марокко
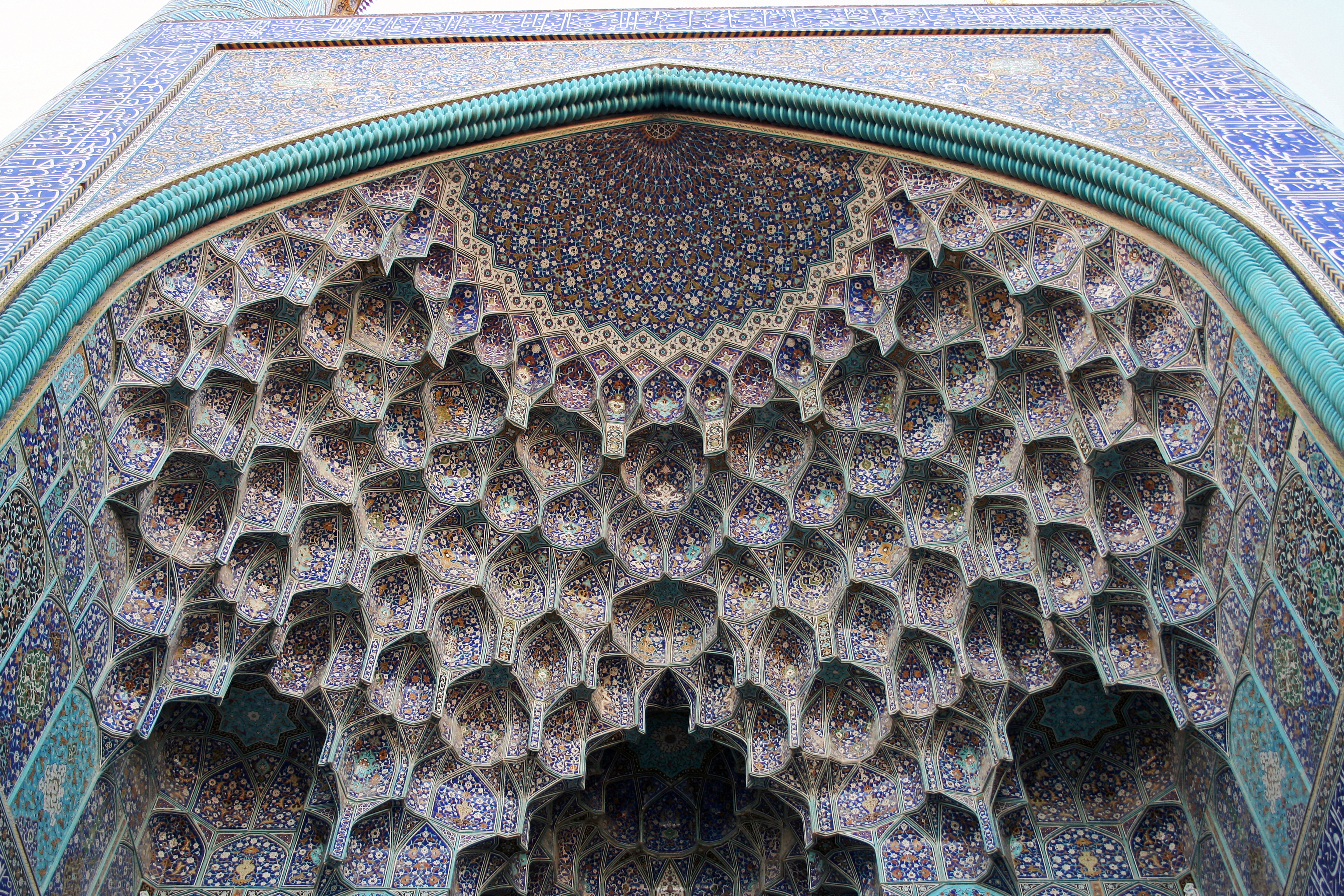
Складна геометрія та мозаїка склепіння з мукарною в мечеті шейха Лютфалли, Ісфахан
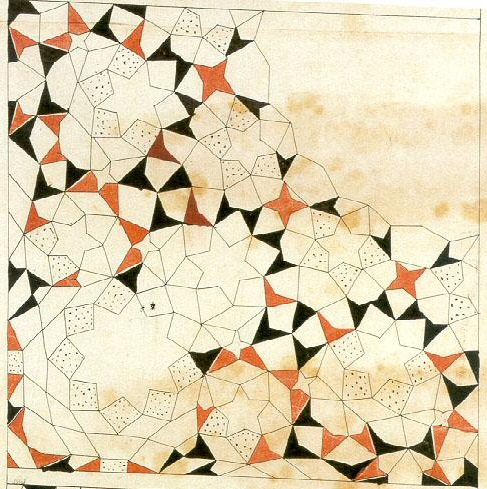
Креслення архітектора для мукарни на чверть кола. Свиток Топкапи
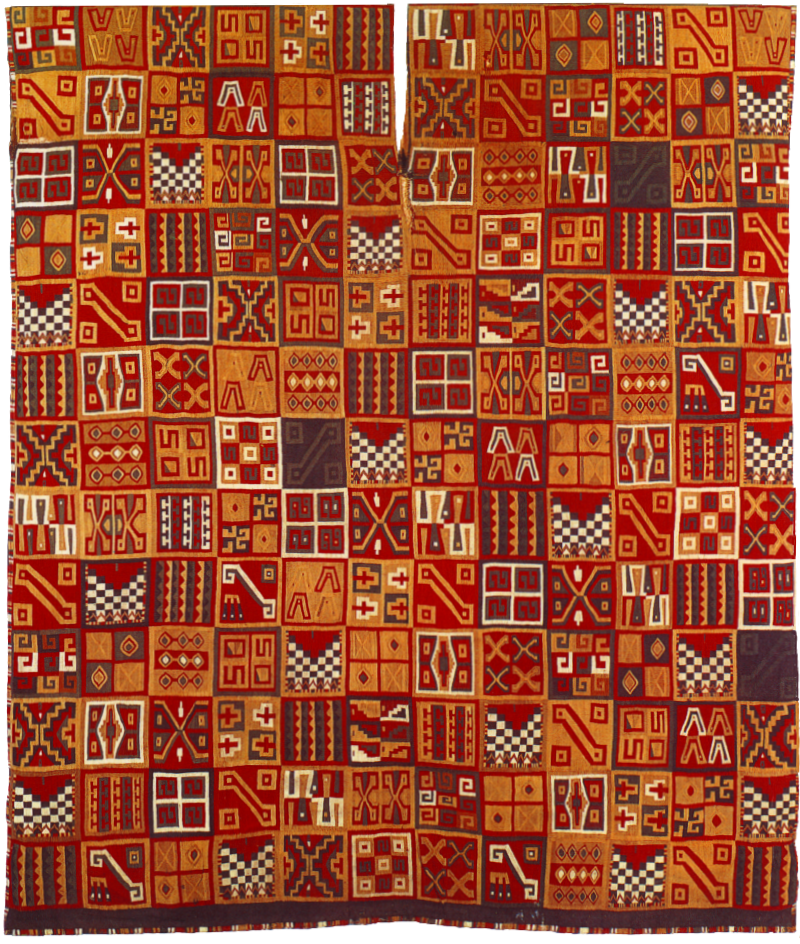
Туніка Тупака Юпанкі з Перу, 1450–1540, Андський текстиль, орнамент якого вказує на високий статус носія

### Многогранники

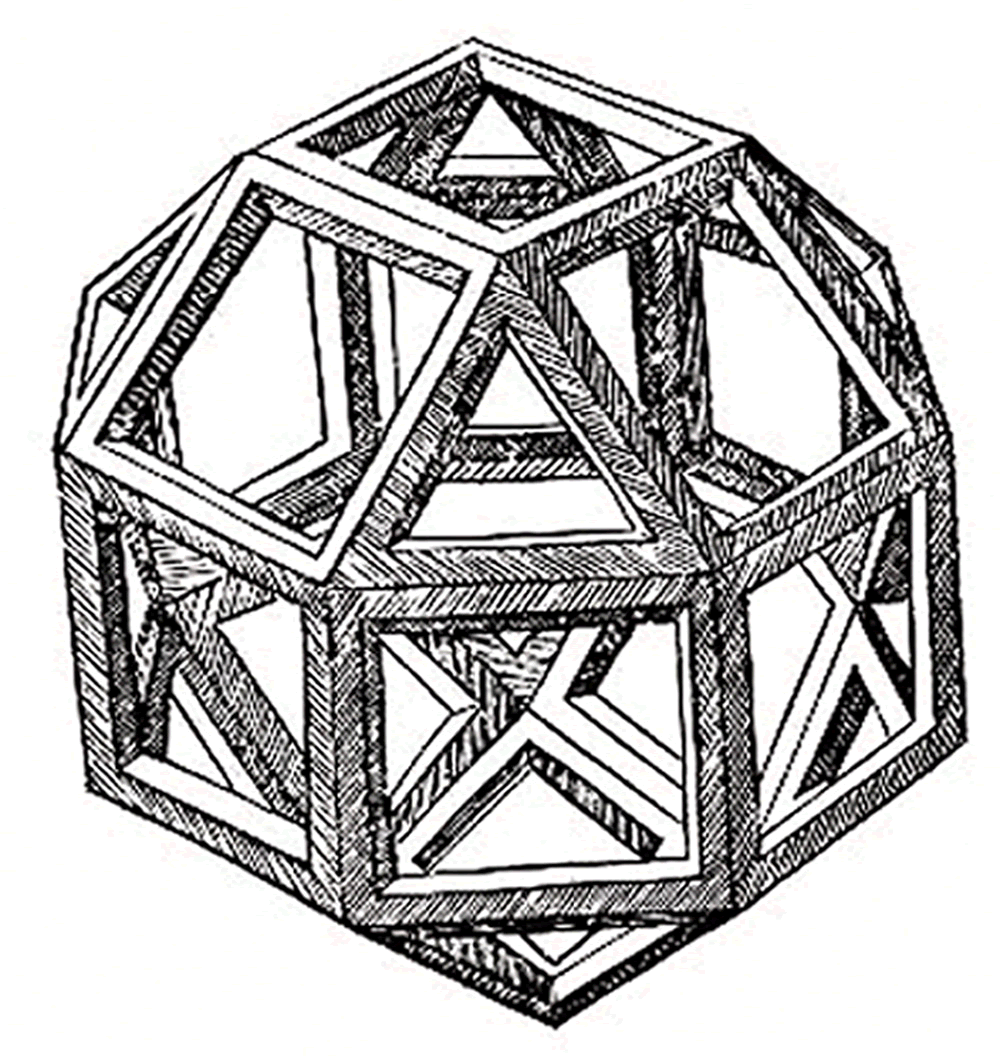
Перша надрукована ілюстрація ромбокубоктаедра, Леонардо да Вінчі, надрукована у «De Divina Proportione», 1509 р.

У західному мистецтві часто присутні платонові тіла та інші многогранники. Наприклад, їх можна побачити у мармуровій мозаїці (у тому числі малий зоряний додекаедр), приписуваній Паоло Учелло, на підлозі собору Святого Марка у Венеції; у діаграмах регулярних многогранників, намальованих Леонардо да Вінчі для книги Луки Пачолі 1509 року «Про божествені пропорції»; як скляний ромбокубоктаедр портеріт Пачолі роботи Джакопо де Барбарі 1495 р.; у обрізаному многограннику (та інших математичних об'єктах) гравюри Дюрера «Меланхолія І»; та у картині Далі «Таємна вечеря», в якій Христос з апостолами зображений всередині велетенського додекаедра.
Альбрехт Дюрер, гравер німецького Відродження, здійснив вагомий вклад у літературу про многогранники своєю працею 1525 року «Underweysung der Messung» (Освіта про вимірювання), метою якої було поширити знання про лінійну перспективу, геометрію в архітектурі, правильні многогранники та многокутники. Вплив на Дюрера ймовірно вчинили праці Луки Пачолі та П'єро делла Франческа, з якими він ознайомився під час подорожей до Італії. У книзі Дюрера приклади перспективи пророблені недостатньо і містять неточності, але дискусія про многогранники досить детальна. Він також був перший, хто письмово запропонував ідею розгортки многогранника. Іншою впливовою книгою Дюрера стала книга про пропорції тіла людини «Vier Bücher von Menschlicher Proportion» (Чотири книги про людські пропорції) 1528 року.
Добре відома гравюра Дюрера «Меланхолія І» зображує людину, яка поглинута думками і сидить поруч з обрізаним трикутним трапецоедром та магічним квадратом. Ці два об'єкти та гравюра в цілому є предметом більшої кількості сучасних інтерпретацій, ніж зміст майже будь-якої іншої гравюри, включно з двотомником Петера-Клауса Шустера та впливовою дискусією у монографії Ерфіна Панофскі про Дюрера. 
Праця Далі «Розп'яття або Гіперкубічне тіло» зображує розгортку у тривимірній сітці гіперкуба, чотиривимірного правильного многогранника.

## Складні відносини

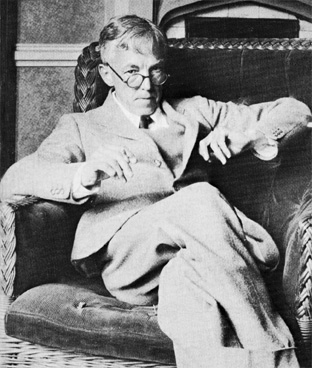
Математик Ґодфрі Гарольд Гарді визначив набір критерії для математичної краси.

Астроном Галілео Галілей у своїй праці «Il Saggiatore» написав, що  «[Всесвіт] написаний мовою математики, а її літери — трикутники, кола та інші геометричні фігури.» На думку Галілео, митці, які намагаються вивчати природу, повинні спочатку повністю зрозуміти математику. Натомість математики намагались інтерпретувати та аналізувати мистецтво через призму геометрії та раціональності. Математик Феліпе Кукер припускає, що математика, і особливо геометрія, є джерелом правил для «витвору мистецтва, що слідує правилам», хоча і не єдиним. Нижче наведені декілька прикладів складних відносин між математикою та мистецтвом.

### Математика як мистецтво
Математик Джеррі П.Кінг описує математику як мистецтво, зазначаючи, що «ключами до математики є краса та елегантність, а не нудність та формальність» і що краса є мотивуючою силою для математичного дослідження. Кінг цитує есе 1940 року математика Ґодфрі Гарольда Гарді «A Mathematician's Apology», в якому Гарді розмірковує, чому для нього дві теореми Античності є першокласними, зокрема доказ Евкліда про незліченну кількість простих чисел та доказ, що квадратний корінь з 2 є ірраціональним числом, і оцінює ці приклади за критеріями Гарді для математичної елегантності: «серйозністю, глибиною, загальністю, неочікуваністю та економією», описуючи доказ як «естетично задовольняючий». Угорський математик Ердеш Пал вважав, що математика володіє красою, але причини цього поза межами пояснень: «Чому цифри прекрасні? Це як питати, чому прекрасна симфонія № 9 Бетховена. Якщо Ви не бачите чому, Вам ніхто не пояснить. Я знаю, що цифри прекрасні.»

### Математичні інструменти для мистецтва
Математику можна виділити у багатьох видах мистецтва, наприклад музиці, танці, малярстві, архітектурі та скульптурі. Одним з видів зв'язку з образотворчим мистецтвом є надання математикою інструментів для митців, наприклад правил лінійної перспективи, як описано Брук Тейлор та Йоганном Ламбертом, чи методів нарисної геометрії, які зараз застосовуються у комп'ютерному програмуванні тіл, але беруть початок у Альбрехта Дюрера та Гаспара Монжа. Митці від Луки Пачолі у Середньовіччі та Леонардо да Вінчі і Дюрера у часи Відродження використовували та розвивали математичні ідеї у процесі своєї діяльності як художників. Використання перспективи розпочалося з італійських художників, таких як Джотто у 13-му ст. (хоча зачатки були ще у стародавніх греків); правила, такі як зникаюча точка були вперше сформульовані Філіппо Брунеллескі бл. 1413 року, а його теорія вплинула на да Вінчі та Дюрера. Праця Ньютона про оптичний спектр вплинула на «Теорію кольорів» Гете, а та в свою чергу на таких художників як Філіпп Отто Рунге, Вільям Тернер, Прерафаеліти та Кандінський Василь Васильович. Митцям також може бути потрібний аналіз симетрії сцени. Математики, що досліджують мистецтво, та митці, натхненні математикою (такі як М. К. Ешер (натхненний Коксетером) та архітектор Френк Гері) можуть використовувати різні допоміжні математичні інструменти. Так Френк Гері доводив, що комптютерний дизайн надав йому зовсім новий шлях до самовираження.

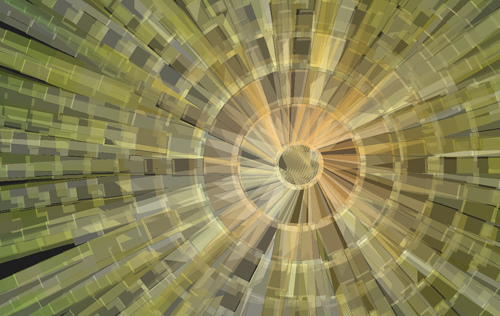
«Октопод» Мікаеля Гвідфельдта Крістенсена. Алгоритмічне мистецтво, створене за допомогою програмного забезпечення «Structure Synth»

Митець Річард Райт доводить, що математичні об'єкти, які можна сконструювати, можна розглядати або як «процеси для симулювання феномена» або як праці «комп'ютерного мистецтва». Він розмірковує над природою математичної думки, зазначаючи, що фрактали були відомі математикам на сторіччя раніше, ніж їх стали розглядати як фрактали, і доходить висновку, що до математичних об'єктів прийнятно застосовувати будь-які методи, які дозволять «прийти до згоди з культурними артефактами, такими як мистецтво, зняти напруженість у відносинах між об'єктивністю і суб'єктивністю, їх метафоричних значень і характеру репрезентативних систем». Як приклади він наводить зображення з множини Мандельброта, зображення, згенероване алгоритмом клітинного автомата та зображення з компютерним рендерингом, та пропонує дискусію, з оговоркою на тест Тюрінга, чи є продукти роботи алгоритму мистецтвом.
Одні з найперших об'єктів комп'ютерного мистецтва були створені «Drawing Machine 1» («Малювальною Машиною 1») Десмонда Пола Генрі, аналоговою машиною, заснованою на комп'ютері для обрахунку бомбового прицілу та продемонстрованої 1962 року. Машина була здатна на створення складних, абстрактних, асиметричних, криволінійних, але повторюваних малюнків з ліній. Нещодавно Хамід Надері Єгане створив форми, які нагадують предмети реального світу (напр. рибу) з використанням формул, які змінюються для малювання серій кривих чи ліній з кутами. Такі митці як Мікаель Гвідфельдт Крістенсен створюють роботи генеративного або алгоритмічного мистецтва шляхом написання програм (сценаріїв) для такого програмного забезпечення, яка «Structure Synth»: фактично митець вказує ПЗ застосовувати певну бажану комбінацію математичних операцій для вибраного набору даних.

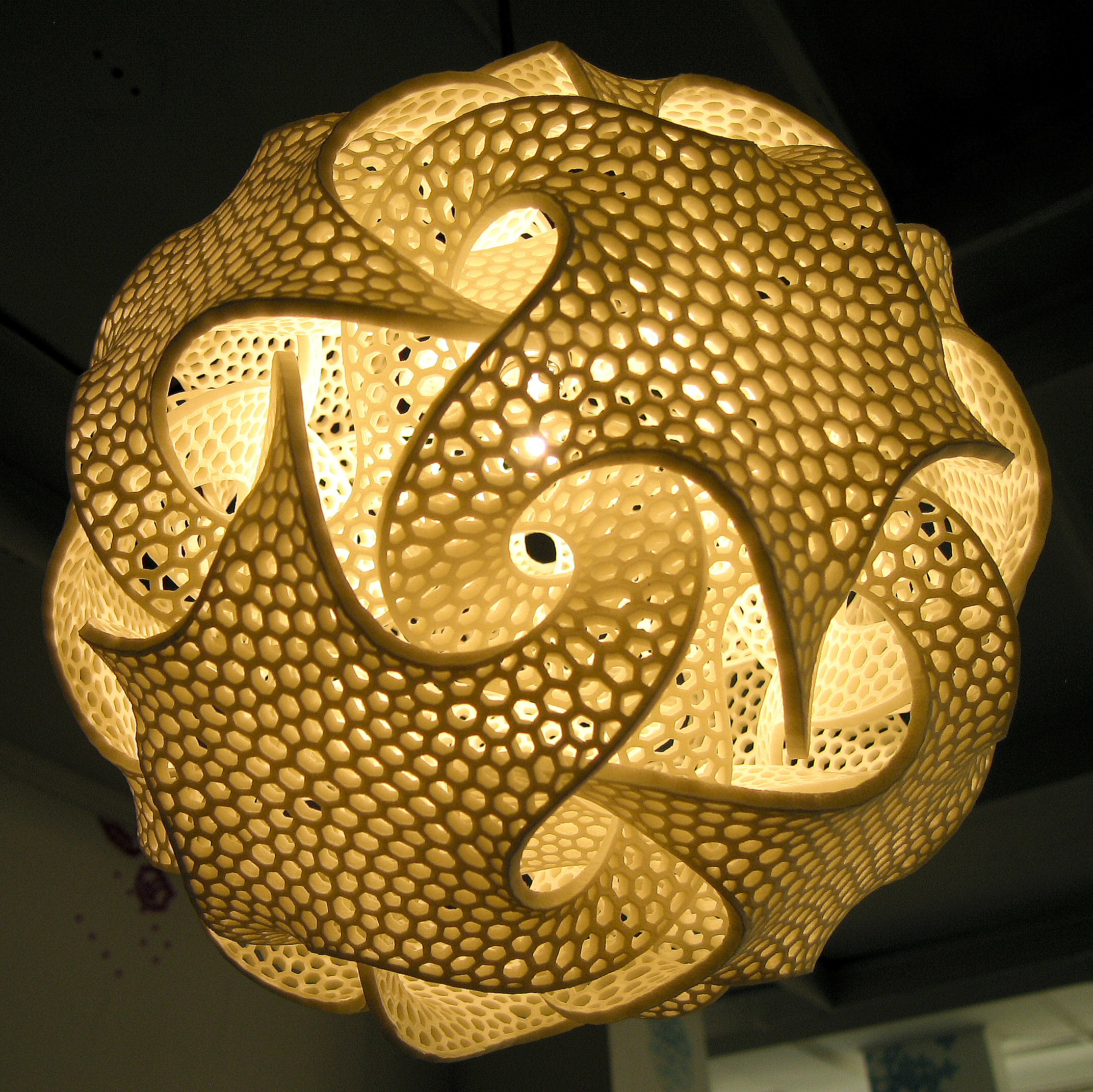
Математична скульптура, Батшеба Гроссман, 2007
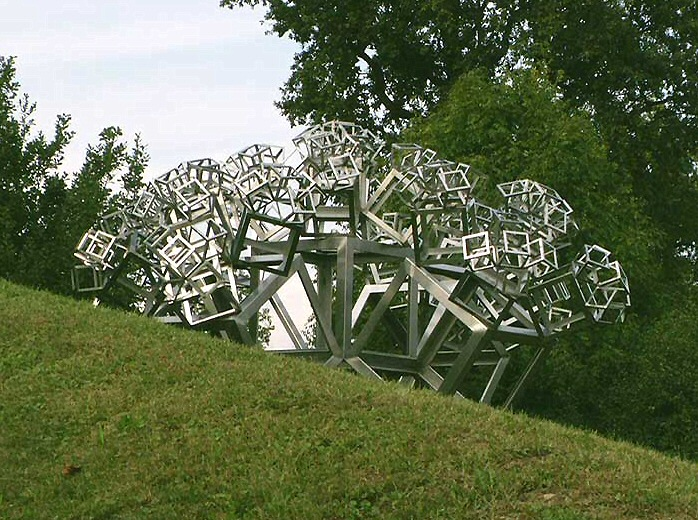
Фрактальна скульптура: тривимірний фрактал 03/H/dd, Хартмут Скербіш, 2003
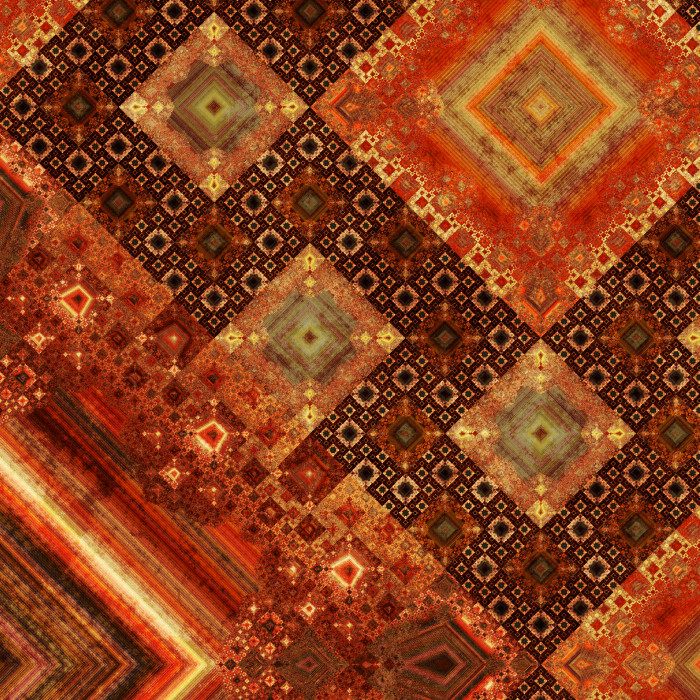
Слово Фібоначчі: деталь об'єкту мистецтва Самуеля Мон'є, 2009
Зображення комп'ютерного мистецтва, створене "Drawing Machine 1", виставлялось 1962 р.
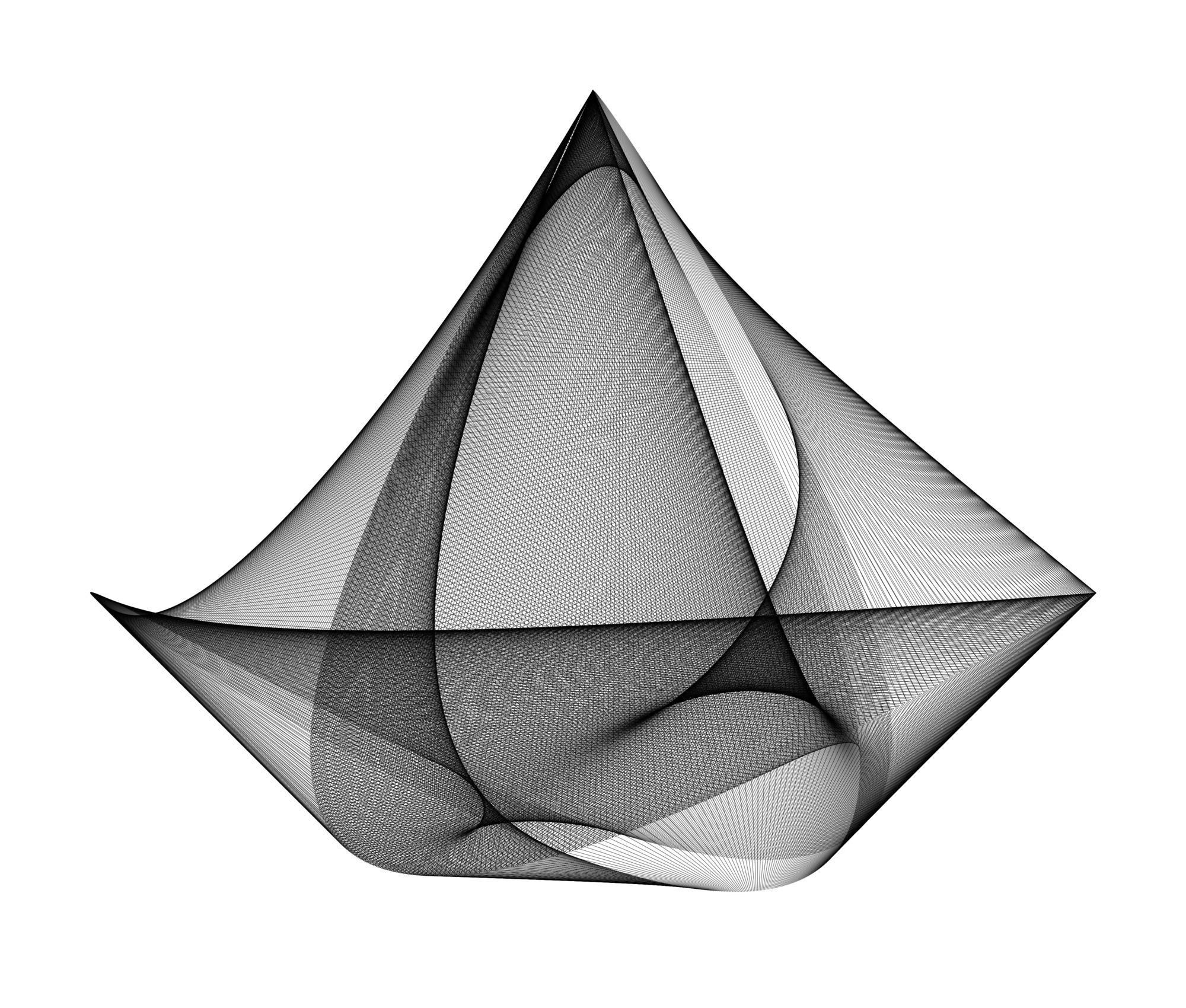
Човен, Хамід Надері Єгане, 2015

### Від математики до мистецтва
Праця математика та теоретичного фізика Анрі Пуанкаре «Science and Hypothesis» була популярною у кубістів, у тому числі Пабло Пікассо та Жана Метценже. Пуанкаре вважав Евклідову геометрію лише однією з багатьох можливих конфігурацій геометрії, а не абсолютною об'єктивною правдою. Можливе існування четвертого виміру надихало митців ставити під сумнів класичну перспективу Відродження: неевклідова геометрія стала реальною альтернативою. Кубізму приписують концепцію, що картина може бути виражена математично, кольором та формою; а кубізм був попередником абстракціонізму. Метценже 1910 року писав: «[Пікассо] зображує вільну, мобільну перспективу, з якої геніальний математик Моріс Прінсе виокремив цілу геометрію».
Імпульс створювати навчальні чи наукові моделі математичних форм природно створює об'єкти, які мають симетрію та дивні або приємні форми. Деякі з них слугували натхненням митцям таким як дадаїсти Ман Рей, Марсель Дюшан та Макс Ернст, а також послідовнику Ман Рея — Хіроші Суджімото.
Ман Рей сфотографував деякі математичні моделі в Інституті ім. Анрі Пуанкере в Парижі, у тому числі «Objet mathematique» (Математичний об'єкт). Він відзначив, що цей об'єкт представляє поверхні Еннепера з постійною негативною кривиною, отриманою з псевдосфери. Ця математична основа була для нього важлива, оскільки дозволяла заперечувати, що об'єкт був «абстрактний», натомість стверджуючи, що він настільки ж реальний, як унітаз, який Дюшан перетворив у мистецький твір. Ман Рей визнавав, що формула поверхні Еннепера для нього «нічого не значила, але самі форми були так само різноманітні та справжні, як і будь-які природні.» Він використовував свої фотографії математичних моделей у серії по п'єсах Шекспіра, наприклад у картині 1934 року «Антоній і Клеопатра». Журналіст мистецтв Джонатан Кітс у статті в «ForbesLife» зазначав, що Ман Рей фотографував «еліптичні параболоїди та конуси у тому ж чуттєвому освітленні, що і його фото Кікі де Монпарнас» та «геніально перетворював холодні математичні розрахунки для виявлення топології бажання».
Скульптори XX ст., такі як Генрі Спенсер Мур, Барбара Хепворт та Наум Кабо також отримували натхнення з математичних моделей. Мур писав про свою скульптуру 1938 року «Струнна мати з дитям»: «Без сумніву, джерелом моїх струнних фігур був Науковий Музей … Я був захоплений побаченими в ньому математичними моделями … Мене захоплювало не наукове вивчення цих моделей, а здатність подивитись крізь решітку як пташину клітку і побачити іншу форму всередині.»

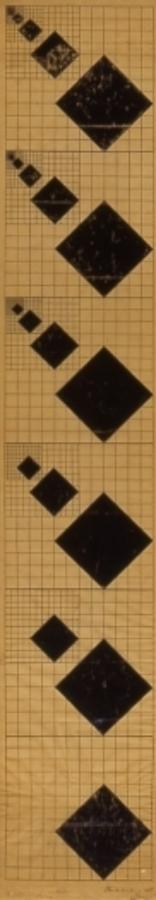
«Шість миттєвостей у розвитку від площини до простору», Тео ван Дусбург, 1926 чи 1929

Митці Тео ван Дусбург та Піт Мондріан заснували рух De Stijl, метою якого вони хотіли бачити «встановлення візуального словника з елементарних геометричних форм, зрозумілих всі та таких, що легко адаптуються до кожної дисципліни». Багато з їх робіт візуально складаються з правильних квадратів та трикутників, деколи з колами. Представники De Stijl створювали картини, меблі, дизайн інтер'єрів та архітектуру. Полишивши De Stijl, ван Дусбург заснував рух Avant-garde Art Concret. Він описав свою картин 1929—1930 рр. «Арифметична композиція», яка складається з серії 4-х чорних квадратів на діагоналі квадратної основи, як «структуру, яку можна контролювати, точну поверхню без випадкових елементів або індивідуальної примхи», якій при цьому «не бракує духу, універсальності та вона не … пуста, оскільки в ній є все, що відповідає внутрішньому ритму». Критик мистецтв Гледіс Фабре зазначає, що на картині присутні дві прогресії — чорні квадрати, які збільшуються та задній план, який змінюється.
Математика теселяції, многогранників, формування простору та самопосилання надала графічному артисту М. К. Ешеру матеріалу для його гравюр на все життя. У «Скетчі Альгамбри» Ешер показав, що мистецтво можна створити многогранниками чи правильними тілами, такими як трикутники, квадрати та шестикутники. Ешер використовував неправильні многогранники, коли ділив площину, та часто використовував відзеркалення, ковзні відзеркалення та перенесення для отримання додаткових орнаментів. Багато з його робіт містять неможливі конструкції, створені з використанням геометричних об'єктів, які створюють протиріччя між проєкцією перспективи та тривимірним простором, але приємні людському оку. «Підйом та спуск» («Ascending and Descending») або "Сходження і сходження"Ешера заснована на «неможливих сходах» медика-вченого Лайонела Пенроуза та його сина-математика Роджера.
Деякі з багатьох малюнків Ешера з теселяцією мали натхненням його розмови з математиком Х. С. М. Коксетером про гіперболічну геометрію. Ешер особливо цікавився 5-ма многогранниками, які часто присутні в його роботах. Платонові тіла — тетраедри, куби, октаедри, додекаедри та ікосаедри — особливо присутні у «Порядку та хаосу» («Order and Chaos») та «Чотирьох правильних тілах» («Four Regular Solids»). Ці зірчасті фігури часто вписані в іншу фігуру, що додатково викривлює кут спостереження та конформацію з поліедрами та дає твір мистецтва з багатогранною перспективою.
Візуальна складність математичних структур, таких як теселяція та поліедри, надихнула багато математичних творів мистецтва. Стюарт Коффін створює головоломки-поліедри з рідкісного та красивого дерева; Джордж В.Харт працює над теорією многогранників і створює скульптури, натхненні ними; Магнус Веннінгер створює «особливо красиві» моделі складних зірчастих многогранників.
Математика топології надихнула декілька сучасних митців. Скульптор Джон Робінсон (1935—2007) створив такі роботи як «Гордіїв вузол» та «Стрічки дружби», продемонструвавши теорію вузлів у полірованій бронзі. Інші роботи Робінсона досліджують топологію торів. «Генезис» заснований на кільцях Борромео. Скульптор Геламан Фергюсон створює складні поверхні та інші топологічні об'єкти. Його праці є фізичною презентацією математичних об'єктів: «The Eightfold Way» заснована на проективній спеціальній лінійній групі PSL(2,7), скінченній групі з 168 елементів. Скульптор Батшеба Гроссман аналогічно засновує свої роботи на математичних структурах.
Проект досліджень гуманітарних наук вивчає зв'язки між математикою та мистецтвом через стрічку Мебіуса, флексагони, оригамі та панорамну фотографію.
Різні математичні об'єкти, наприклад дивний атрактор Лоренца та гіперболічна площина, створювались за допомогою «ниткових» мистецтв, напр. в'язання.. Американська ткаля Ада Дітц 1949 року написала монографію «Algebraic Expressions in Handwoven Textiles» (Алгебраїчні вирази текстилю ручної роботи), визначивши ткацькі орнаменти на основі розширення багатовимірного многочлену. А математик Дж. Міллер використав клітинний автомат «Правило 90» для розробки гобеленів, які зображують і дерева і абстрактні орнаменти з трикутників «Математичні в'язальники» (англ. mathekniticians) Пет Ашфорт та Стів Пламмер використовують в'язані версії математичних об'єктів, наприклад, гексафлексагони, у своїх лекціях, хоча їх губка Менгера виявилась занадто складною для в'язання і була виконана з пластику. Їх проект «матганів» (афганських пледів для шкіл) ввів в'язання до британської шкільної програми з математики та технології.

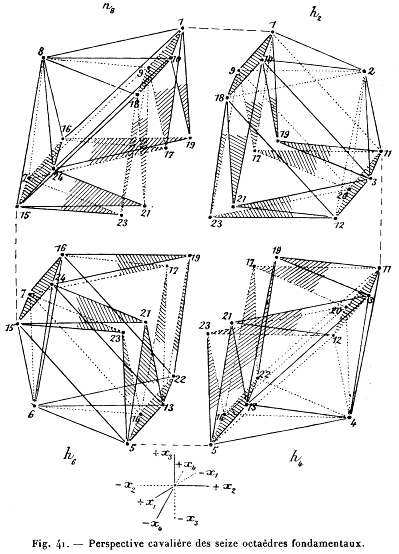
Чотиривимірний простір у Кубізмі: Робота Еспрі Жоффре 1903 року «Traité élémentaire de géométrie à quatre dimensions»[140][d]
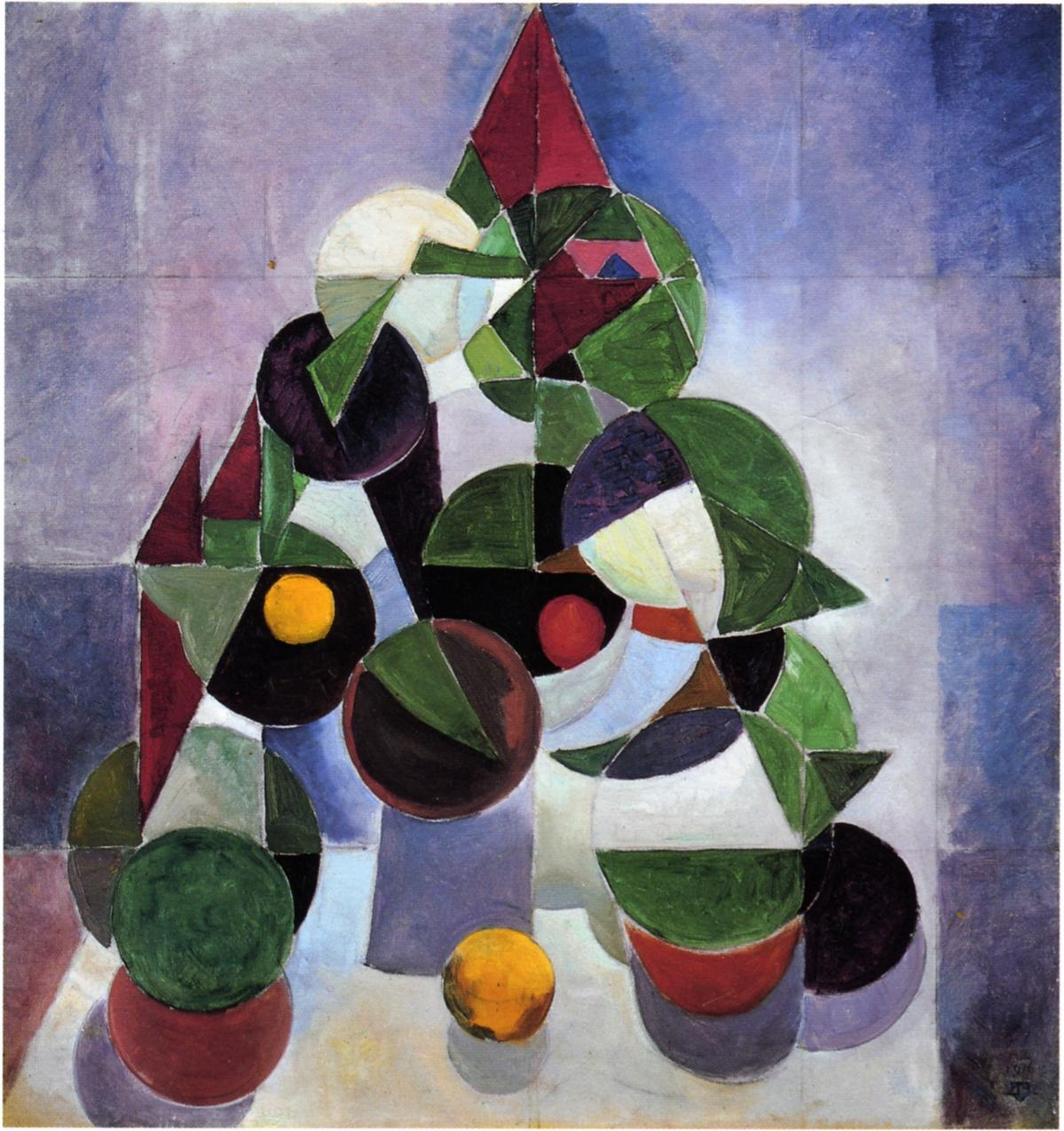
De Stijl: Геометрична «Композиція I» (натюрморт) Тео ван Дусбурга, 1916
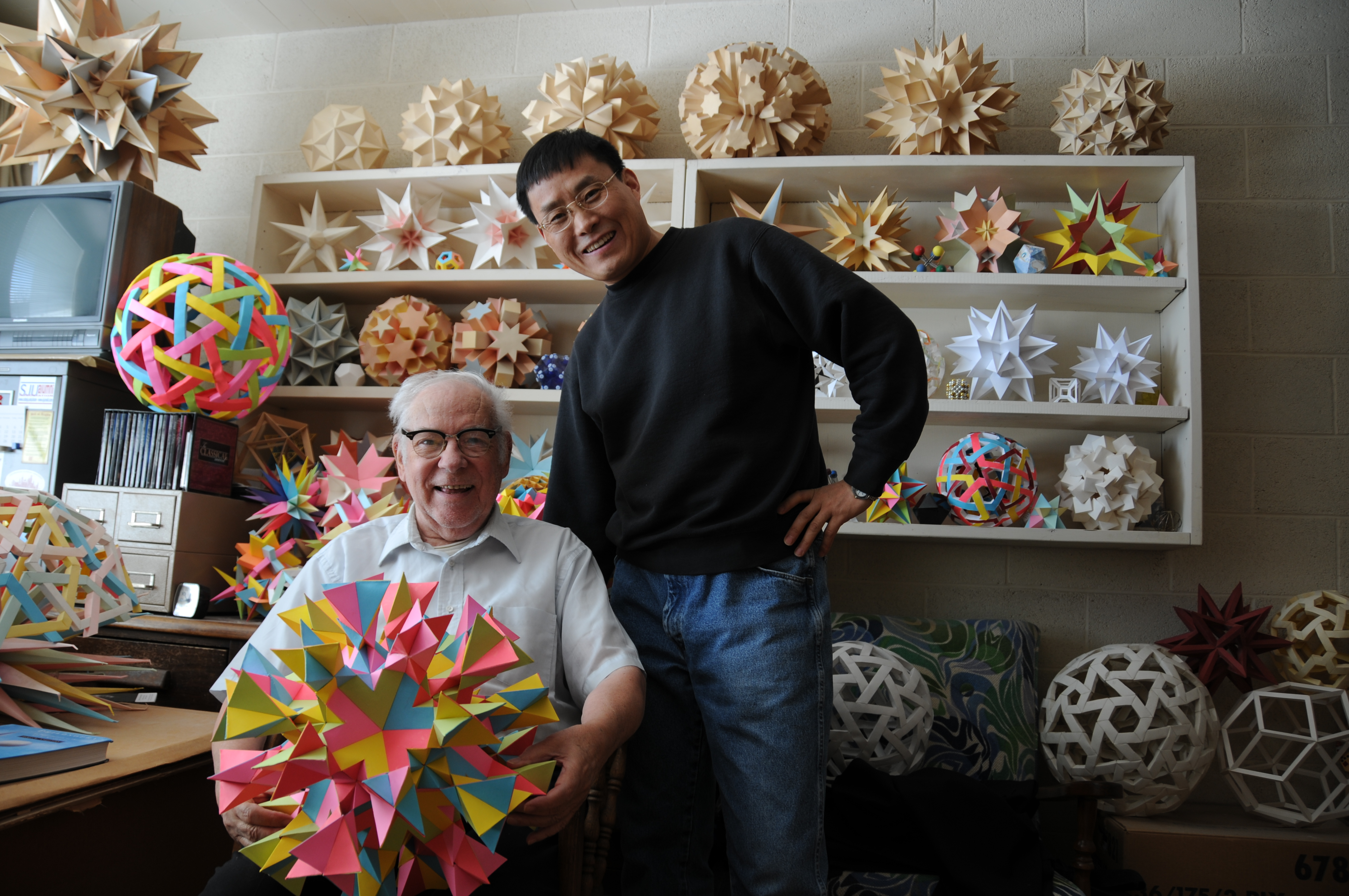
Від педагогіки до мистецтва: Маґнус Веннінґер з деякими своїми зірчастими многогранниками, 2009
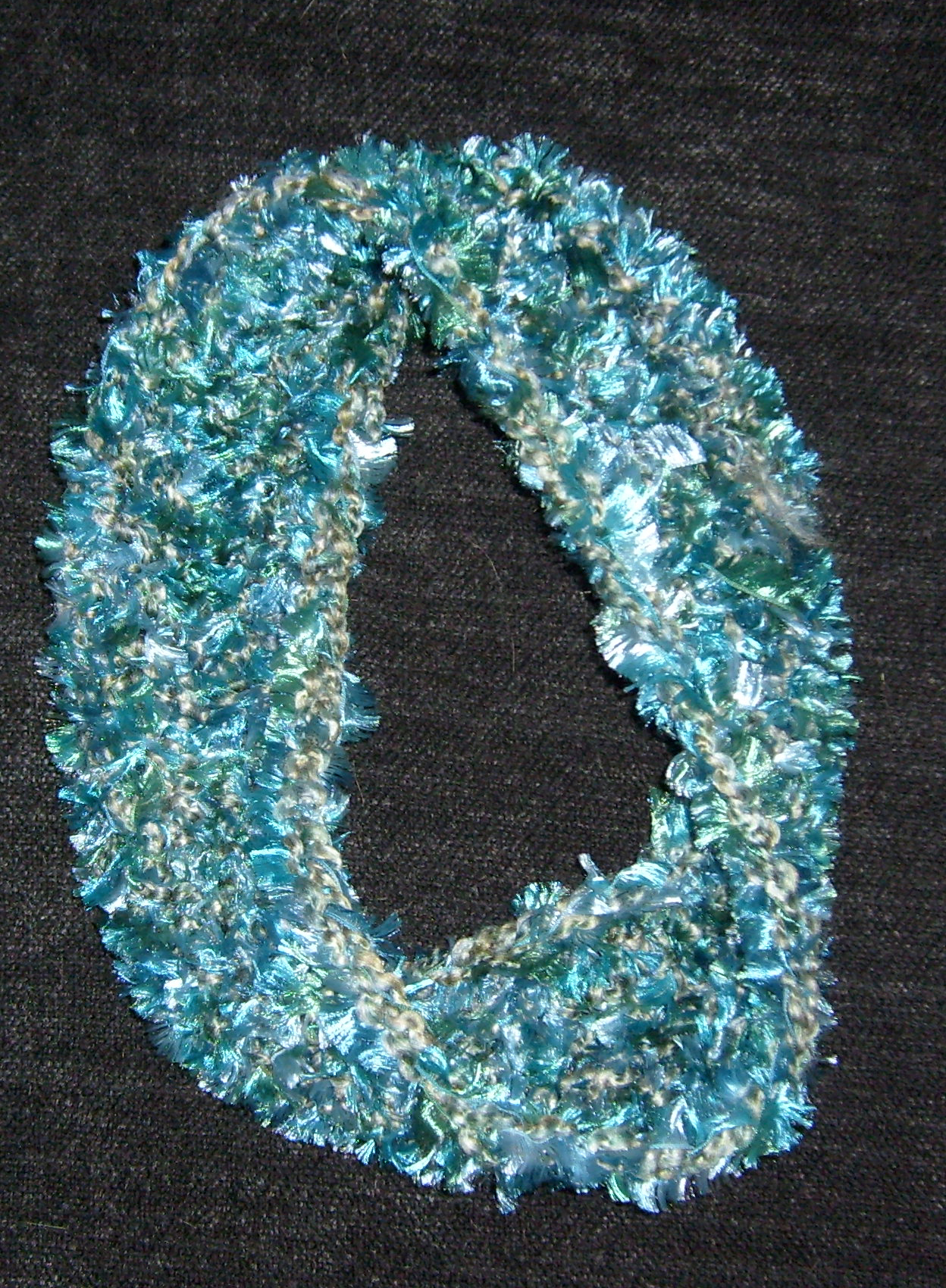
В'язаний шарф-стрічка Мебіуса

### Ілюстрація математики

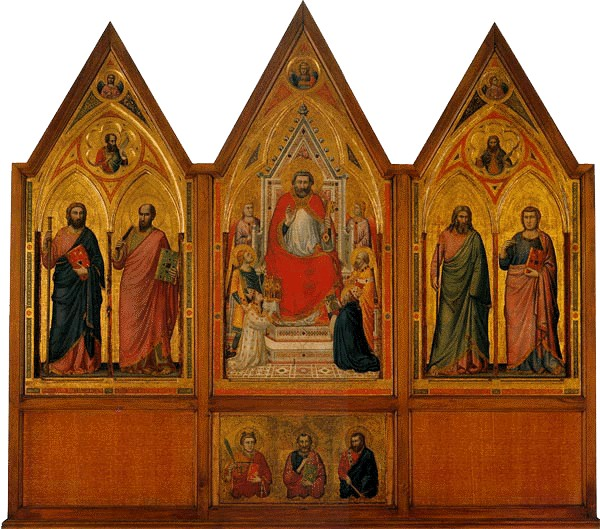
Фасад Триптиха Стефанески (Джотто, 1320 рік) ілюструє рекурсію.

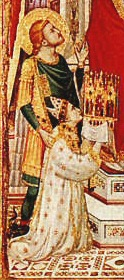
Деталь, на якій кардинал Стефанескі тримає триптих

Моделювання є лише одним зі шляхів ілюстрації математичних концепцій. «Триптих Стефанески» Джотто 1320 року ілюструє рекурсію; на центральній панелі триптиха, у нижній лівій частині, фігура кардинала Стефанески на колінах тримає у руках сам триптих. Метафізичні картини Джорджо де Кіріко, наприклад його «Великий метафізичний інтер'єр» 1917 року, досліджують питання рівнів репрезентації у мистецтві шляхом зображення картин у картинах.
Мистецтво може підкреслювати логічні парадокси, як наприклад у деяких картинах сюрреаліста Рене Магрітта, що можна інтерпретувати як семіотичні жарти про плутанину між рівнями. У «La condition humaine» (1933 р.), Магрітт зображує мольберт (на справжньому полотні), який без видимої межі підтримує вид через вікно, оформлений по боках «справжніми» шторами у картині. Схоже, літографія Ешера «Print Gallery» (1956) зображує викривлене місто, яке включає галерею, яка рекурсивно містить літографію і так далі ad infinitum. Магрітт використовував сфери та кубоїди для викривлення реальності іншим чином, малюючи їх поруч з різними будинками у своїй картині 1931 року «Ментальна арифметика» наче вони дитячий конструктор, але розмірами з будинок. «Ґардіан» зазначала, що «моторошне зображення іграшкового міста» віщувало узурпацію модернізмом «затишних традиційних форм», але також грало з людською тенденцією шукати патерни у природі.

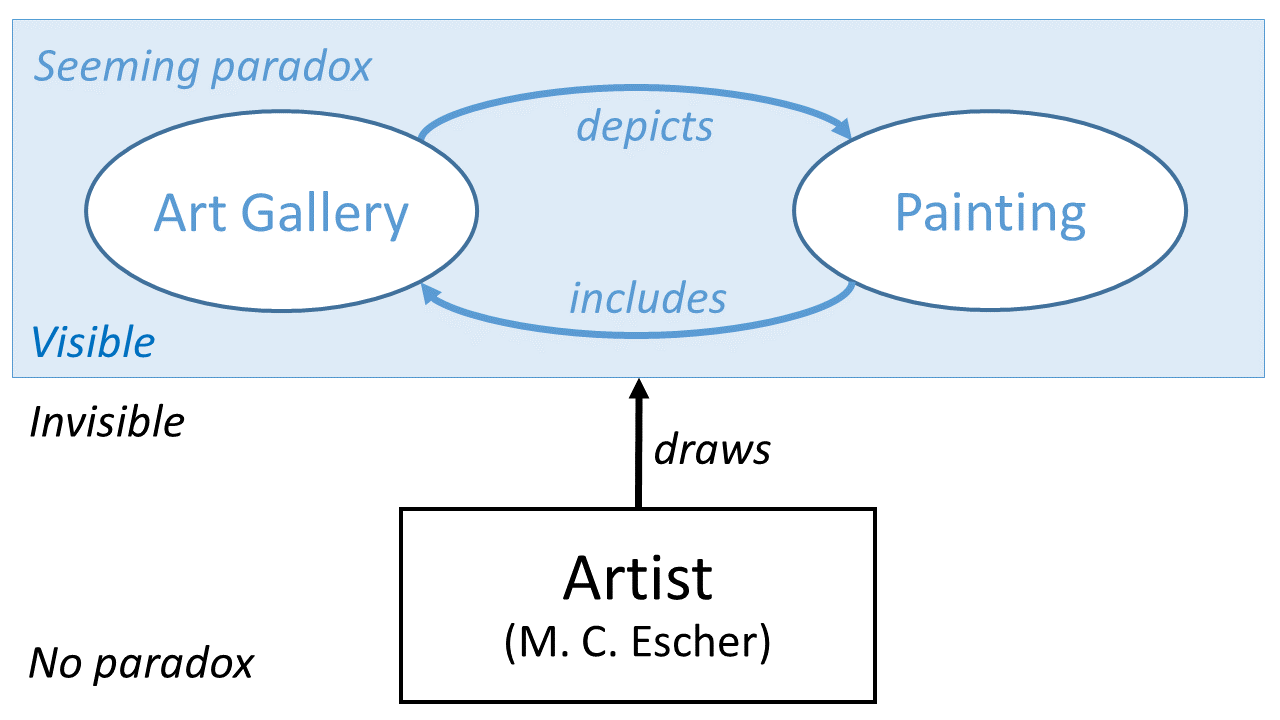
Діаграма очевидного парадокса, вираженого у літографії М. К. Ешера 1956 року «Print Gallery», яку обговорює Дуглас Гофстедтер у своїй книзі 1980 року «Gödel, Escher, Bach»

Остання картина Сальвадора Далі «Хвіст ластівки» була частиною серії, натхненної теорією катастроф Рене Том.
Іспанський художник та скульптор Пабло Паласуело фокусувався на дослідженні форми. Він розробив стиль, який описував як «геометрію життя» та «геометрію всієї природи». Через цей стиль з простих геометричних форм з детальними патернами та забарвленням, наприклад як у роботах «Angular I» та «Automnes», Паласуело висловлював себе у геометричних трансформаціях.

Літографія М. К. Ешера 1956 року «Print Gallery»

Митці, однак, зовсім не обов'язково буквально сприймають геометрію. Як пише Дуглас Гофстедтер у своїй праці 1980 року про людську думку «Gödel, Escher, Bach» на прикладі (серед іншого) математики мистецтва:
«Різниця між малюнком Ешера та неевклідовою геометрією у тому, що в рамках другої можна знайти повні пояснення для невизначених термінів, що приведе до повної цілої системи, а у першому кінцевий результат не узгоджується зі сприйняттям світу людиною, незалежно від того, як довго вона дивитиметься на картину.»
Гофстедтер розмірковує над начебто парадоксальною літографією Ешера «Print Gallery», яка зображує містечко на морі, яке містить художню галерею, яка містить картину містечка на морі, що створює «дивне коло або заплутану ієрархію» у рівнях реальності на картині. На думку Гофстедтера, сам митець невидимий, його реальність та відношення до літографії не парадоксальне. Центральна пустота на літографії такої зацікавила таких математиків як Барт де Сміт та Гендрік Ленстра, які пропонують теорію, що в ній є копія картини за ефектом Дросте, перевернута та зменшена; це було б подальшою ілюстрацією рекурсії поза тим, що було помічено Гофстедтером.

### Аналіз історії мистецтв
Алгоритмічний аналіз предметів мистецтва, наприклад використання рентгенофлуоресцентна спектроскопія, може відкрити приховану інформацію про мистецтво — відкрити зображення, приховані художником за пізнішими шарами фарби; допомогти історикам мистецтв з'ясувати вигляд картини до того, як фарба потемніла чи потріскалась; допомогли відрізнити копію від оригіналу або пензлик майстра від роботи його учнів.
Стиль дріпінгу, в якому написані картини Джексона Поллока має чітку фрактальну розмірність; серед митців, які могли вчинити вплив на контрольований хаос Поллока, Макс Ернст малював фігури Ліссажу шляхом розмахування пробитої банки з фарбою над полотном.
Інформатик Нейл Додгсон досліджував, чи можуть стрічкові картини Бріджет Райлі бути виражені математично, та дійшов висновку, що хоча на відстані «можна побачити деяке вираження», а глобальна ентропія працювала на деяких картинах, автокореляція провалилась, оскільки патерни Райлі були нерегулярними. Найкраще спрацьовувала локальна ентропія, яка добре корелювала з описом, даним критиком мистецтва Робертом Куделкою.
Американський математик Джордж Девід Біркгоф у роботі 1933 року «Aesthetic Measure» пропонує кількісний вимір естетичної якості твору мистецтва. Це не спроба виміряти конотації роботи, наприклад що може означати картина, але обмежується «елементами порядку» багатокутної фігури. Біркгоф спочатку поєднує (як суму) 5 таких елементів: чи є вертикальна вісь симетрії; чи є оптична рівновага; яка кількість обертальних симетрій наявна; наскільки фігура схожа на шпалери (за математ.характеристиками); та чи є неприйнятні риси, наприклад дві вершини дуже близько. Цей вимір O може мати значення від −3 до +7. Другий вимір, C, підраховує елементи фігури, які для полігону є кількість різних прямих ліній, що містять принаймні одну його сторону. Потім Біркгоф визначає свій естетичний вимір краси об'єкту як O/C, що може інтерпретуватись як баланс між задоволенням від споглядання предмету мистецтва з кількістю зусиль, які потрібні, щоб його сприйняти. Пропозиція Біркгофа сильно критикувалась, не в останню чергу за намагання виразити красу формулою, але він ніколи не казав, що намагався це зробити.

### Стимули математичних досліджень
Мистецтво деколи стимулювало розвиток математики. Наприклад теорія Брунелескі про перспективу в архітектурі та живописі привела до циклу досліджень, який завершився працею Брук Тейлор and Йоганна Ламберта про математичні засади перспективного малювання, та врешті решт до математики проєктивної геометрії Жерара Дезарга та Жана-Віктора Понселе.
Японське мистецтво складання паперу оригамі було опрацьовано математично Томоко Фузе з використанням модулів, конгруентних шматочків паперу, таких як квадрати, і перетворюючи їх на многогранники або мозаїку. 1893 року Т. Сандара використав оригамі у своїй праці «Geometric Exercises in Paper Folding» для демонстрації геометричних доказів. Математика оригамі також досліджена у теоремі Маекави, теоремі Кавасакі та аксіомах Худзіти-Хаторі.

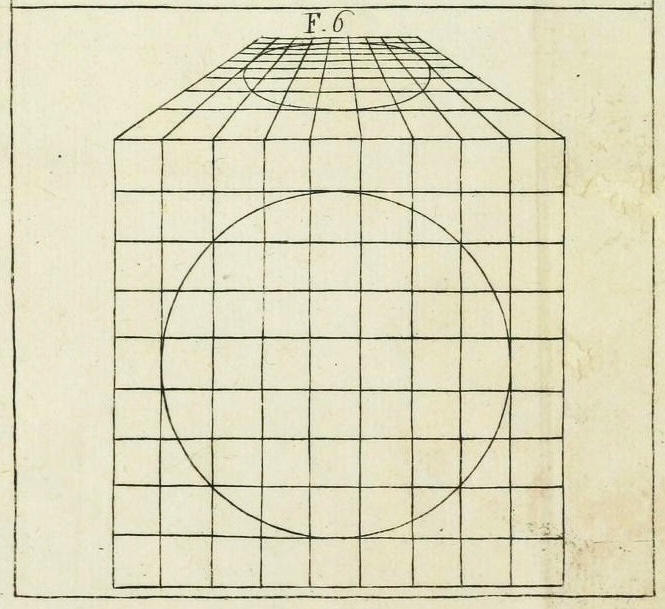
Стимул до проективної геометрії: діаграма Альберті демонструє, що коло у перспективі виглядає як еліпс. Della Pittura, 1435–6
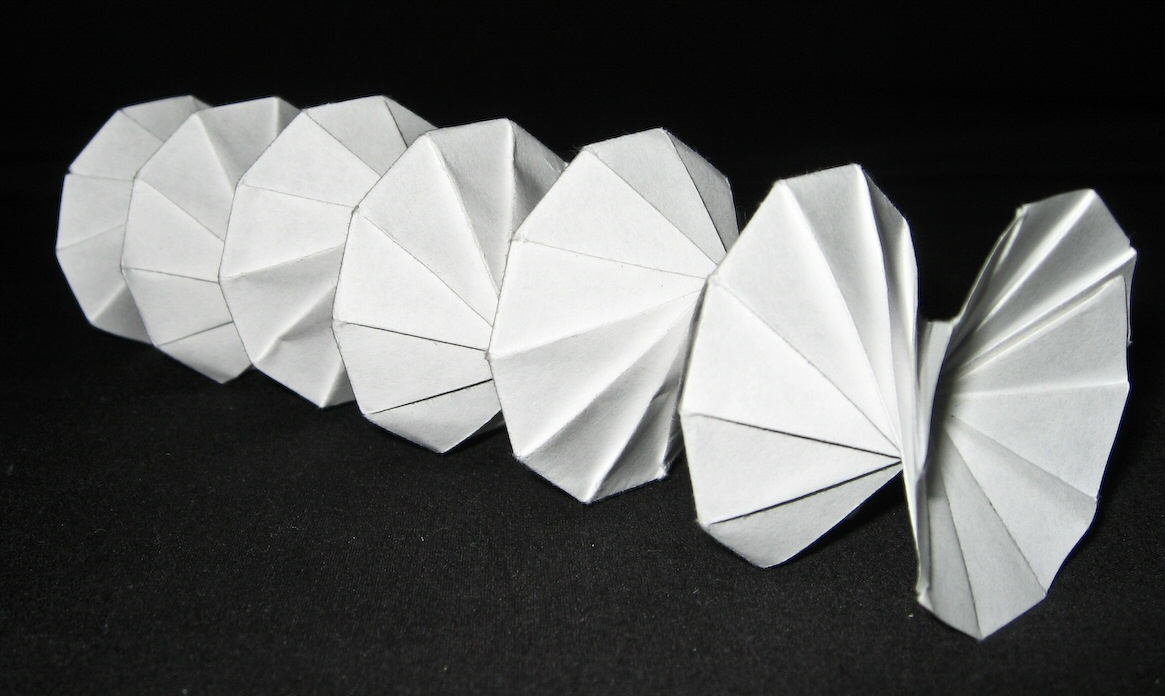
Математичне оригамі: "Spring Into Action", Джефф Бейнон, створена з єдиного прямокутника паперу[167].

### Від ілюзії до «оп-арту»

Ілюзія спіралі Фрейзера, за сером Джеймсом Фрейзером, який відкрив її у 1908 р.

Оптична ілюзія, така як спіраль Фрейзера, яскраво демонструє обмеженість людського візуального сприйняття — чорні та білі лінії, які наче формують спіралі насправді є вкладеними колами. Стиль живопису та графіки середини 20-го ст. «Оп-арт» використовував такі ефекти для створення враження руху і блимання або вібруючих орнаментів, що можна побачити у працях таких митців як Бріджет Райлі, Спірос Гореміс та Віктор Вазарелі.

### Священна геометрія
Один з напрямків мистецтва починаючи ще зі Стародавньої Греції бачить Бога як геометра світу, а тому світова геометрія є сакральною. Праця Платона «ο τεχνικηϛ θεος» («о текнікіс теос», «той, хто наказує мистецтвом») з дати створення впливає на західну думку, а сама походить з думки Піфагора про гармонію у музиці, в якій ноти розподілені за ідеальними пропорціями, що відповідали довжині струн ліри. Піфагорейці вважали, що все створено Числом. Так само на думку Платона правильні або платонові тіла диктують пропорції, які можна побачити у природі і в мистецтві. Середньовічне ілюмінування манускрипту може посилатись на вірш зі Старого Заповіту: «Коли він створив небеса, я був там: коли він встановив компас на дно безодні» (Притчі 8:27), зображуючи Бога, що створює Всесвіт, з парою компасів. Математичний астроном Йоганн Кеплер 1596 року змоделював Всесвіт як набір вкладених платонових тіл, визначаючи відносні розміри орбіт планет.
Твір Вільяма Блейка «Ancient of Days» та його портрет фізика Ісаака Ньютона, який оголений креслить з компасом, намагалися зобразити контраст між математично ідеальним духовним світом та недосконалим фізичним. Те саме, але іншим чином зробив Сальвадор Далі у картині 1954 р. «Розп'яття або Гіперкубічне тіло», яке зображує хрест як гіперкуб, що мало представляти божественний вид на чотири виміри замість звичних трьох. У його ж картині «Тайна вечеря» (1955) Христос та послідовники зображені всередині гігантського додекаедра.

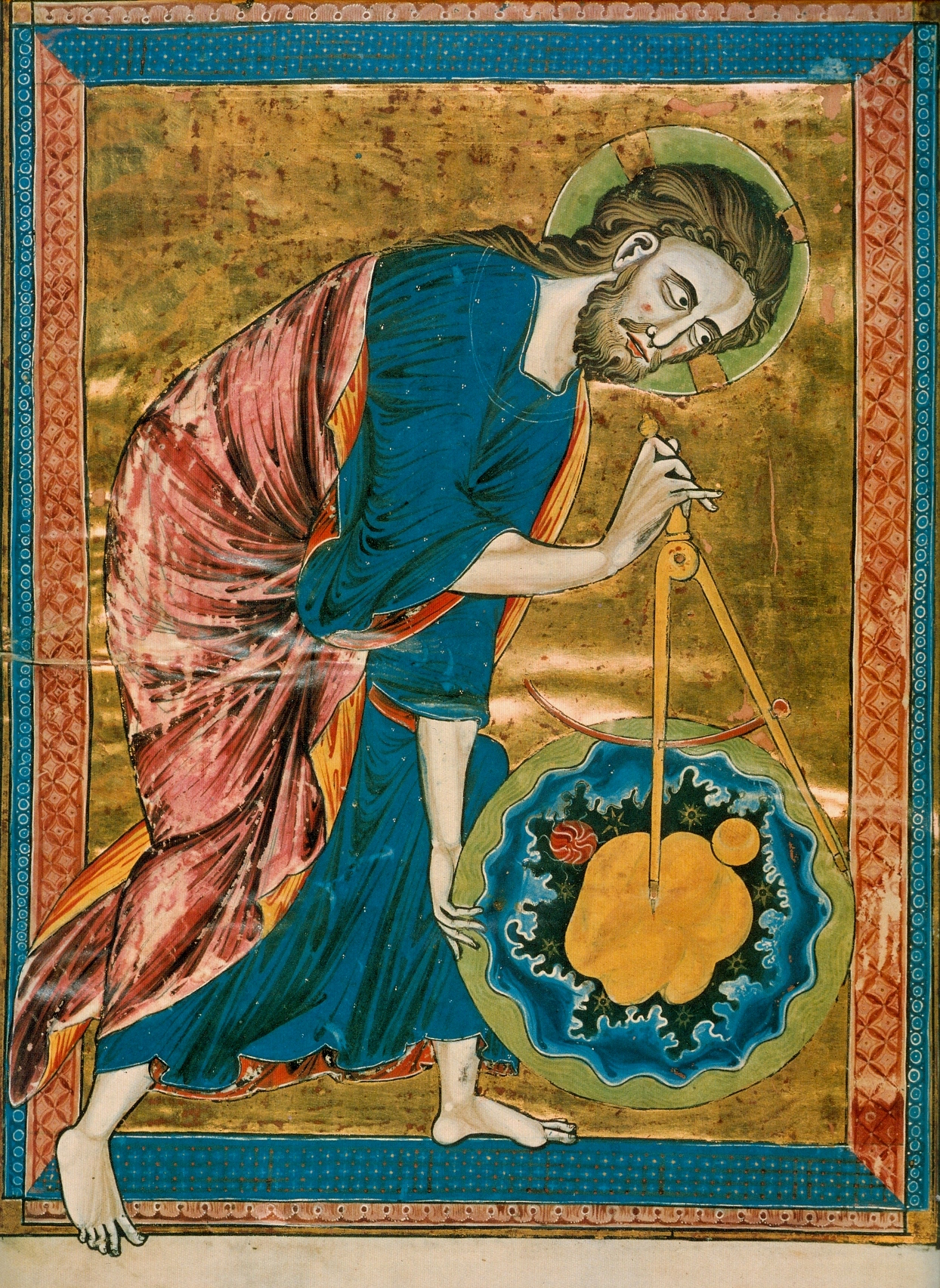
Бог як геометр у Codex Vindobonensis, бл. 1220
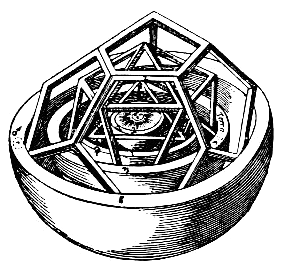
Модель розташування орбіт 5 планет Сонячної системи як платонових тіл у праці Йоганна Кеплера «Таємниця світу», 1596
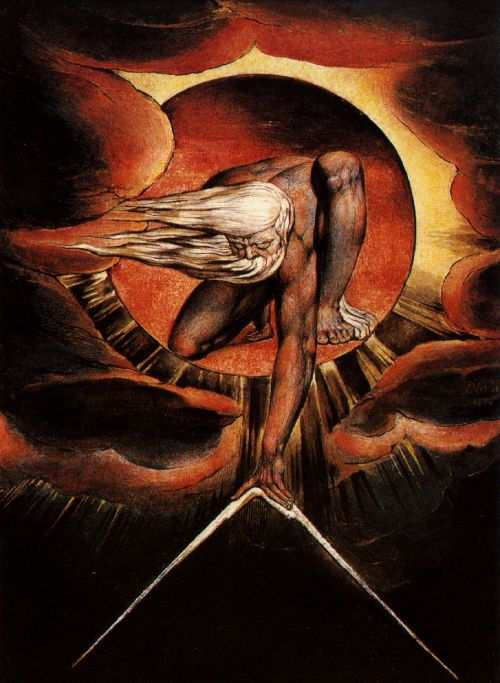
«The Ancient of Days» Вільяма Блейка, 1794
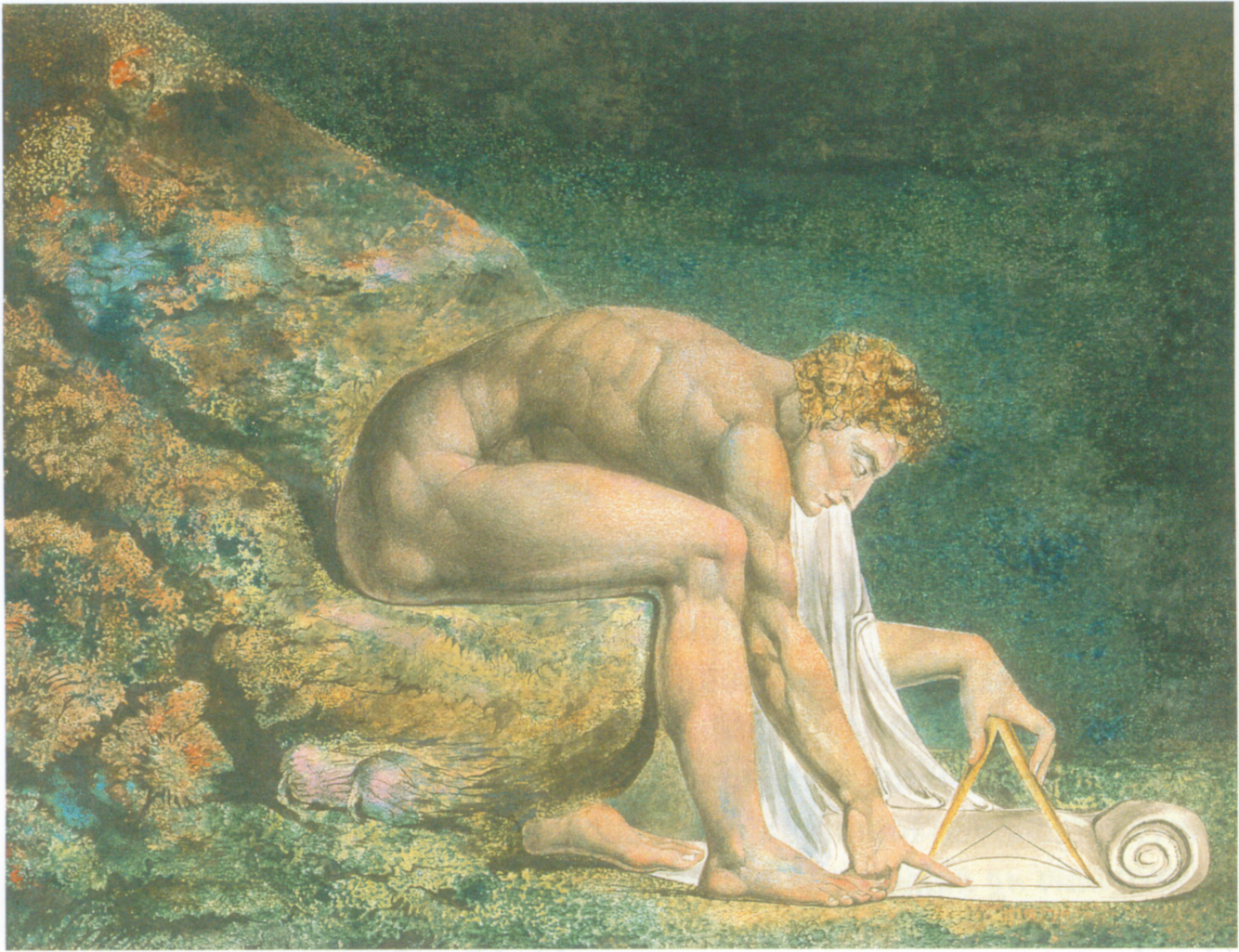
«Ньютон», який займає місце бога як геометра, Вільям Блейк, бл. 1800
«Розп'яття або Гіперкубічне тіло» Далі, 1954, з мережею гіперкуба

## Нотатки
1. ↑  мовою оригіналу: "una costa tanto picholina quanto e possible ad ochio comprendere".
2. ↑  Співвідношення висоти до половини довжини основи становить 1,619, менше 1% різниці з золотим перетином, що вказує на можливість використання трикутника Кеплера (кут 51°49').[37][38] Більш ймовірно, що піраміди будувались за допомогою трикутника з піфагоровою трійкою 3-4-5 (кут 53°8'), відомого за папірусом Рінда, або за допомогою трикутника зі співвідношенням найдовшої сторони до гіпотенузи 1:4/π (кут 51°50').[39]
3. ↑  Зображення та відео в'язаного дивного атрактора Лоренца роботи данського математика Хінке Марії Осінги можна побачити за посиланнями[130]
4. ↑  Моріс Прінсе подарував копію Пабо Пікассо, чиї скетчі до "Les Demoiselles d'Avignon" вказують на вплив Жоффре[141][142]